# Düsseldorfer Tabelle
Die Düsseldorfer Tabelle ist seit 1962 eine Unterhaltsleitlinie des Oberlandesgerichtes Düsseldorf in Abstimmung mit den anderen Oberlandesgerichten und dem Deutschen Familiengerichtstag. Ihr Ziel war die Standardisierung der Unterhaltsrechtsprechung der Familiengerichte in Deutschland, um diese angesichts einer gesetzlichen Regelungslücke gerechter zu gestalten. Diese wurde 2016 für den Unterhalt minderjähriger Kinder durch den Gesetzgeber geschlossen, um dem Rechtsstaatsprinzip der Gewaltenteilung aus Artikel 20 des Grundgesetzes Rechnung zu tragen.
Unterhaltsleitlinien einzelner Oberlandesgerichte, die zusätzliche Erläuterungen enthalten, sowie von 1990 bis 2007 für die neuen Bundesländer die vorgeschaltete Berliner Tabelle ergänzen die Düsseldorfer Tabelle. Sie besteht aus vier Teilen: dem Kindesunterhalt, dem Ehegattenunterhalt, der Mangelfallberechnung und dem Verwandtenunterhalt.

## Geschichte
Die Düsseldorfer Tabelle existiert seit 1962. Eine Mutter hatte gegen die Ablehnung ihrer Forderung nach Aufstockung des Kindesunterhaltes durch das Landgericht Düsseldorf Beschwerde eingereicht. Die 13. Zivilkammer des OLG Düsseldorfes unter dem Vorsitz des Richters Guntram Fischer nahm diesen Fall zum Anlass, die diesbezügliche Rechtsprechung intern zu systematisieren. Unter Nutzung von Ministerialerlassen, statistischen Daten und ernährungsphysiologischen Erkenntnissen erstellten sie eine erste Fassung der Düsseldorfer Tabelle. Der Oberamtsrichter Karl-Georg Lipschitz gab diese Tabelle an die Deutsche Richterzeitung weiter. Mit der dortigen Veröffentlichung begann sich die Tabelle bundesweit durchzusetzen.
Die erste Tabelle unterschied nach neun Lebensstellungsgruppen oder Ständen. Die niedrigste Gruppe umfasste die „einfachsten Verhältnisse“ wie Arbeiter, Näherinnen oder Putzerinnen mit einem Einkommen von bis zu 450 DM (in heutiger Kaufkraft 1.190 Euro), die höchste umfasste Minister und „Stars“ mit einem Einkommen über 4000 DM (in heutiger Kaufkraft 10.576 Euro). Mit der fünften Tabelle von 1973 wurde diese Aufteilung nach Ständen aufgegeben.
Sie wird seither etwa alle zwei Jahre weiterentwickelt. Bis Ende 2007 wurde sie für die neuen Bundesländer durch die vorgeschaltete Berliner Tabelle ergänzt, die unterhalb der niedrigsten Einkommensgruppe der Düsseldorfer Tabelle zwei darunter liegende Einkommensgruppen enthielt.
Die Grundlage der Tabelle (Mindestunterhalt) wurde 2008 im Gesetz § 1612a Bürgerliches Gesetzbuch (BGB) auf Basis des sächlichen Existenzminimum des Einkommensteuergesetzes (EStG) festgelegt. Vor 2008 wurde die Basis des Mindestunterhalt auf den alle zwei Jahre erschienenen Existenzminimumberichtes des Bundesregierung abgestellt.
Mit der Änderung des § 1612a BGB zum 1. Januar 2016 wurde die Düsseldorfer Tabelle für den Barunterhalt für minderjährige Kinder abgeschafft und die bisherige Gesetzeslücke geschlossen. Im Zusammenwirken mit der Mindestunterhaltsverordnung (MinUhV) und der Kindesunterhalt-Formularverordnung (KindUFV) definiert der Gesetzgeber eindeutig und abschließend, wie hoch der angemessene Barbedarf für ein minderjähriges Kind ist. Der Zahlbetrag ändert sich entsprechend der Mindestunterhaltsverordnung grundsätzlich jährlich und wird objektiv bestimmt.
Der normierte Barbedarf „deckt im Allgemeinen den bei einfacher Lebenshaltung erforderlichen Bedarf des Kindes“. Sollte dieser nicht ausreichen, den „eindeutig definierten Bedarf“ zu decken, ist das durch den Unterhaltsberechtigten gegenüber dem Unterhaltsverpflichteten begründet darzulegen, im Regelfall durch Vertretung. Einen Anspruch auf einen Bedarf, der mehr als eine einfache Lebenshaltung ermöglicht, hat ein minderjähriges Kind gegenüber dem Elternteil, mit dem es nicht in einem Haushalt lebt, nicht. Mit dieser Änderung der Rechtslage trägt der Gesetzgeber dazu bei langjährige und wiederkehrende Belastungen getrennter Eltern zu reduzieren und die Gesamtsituation der Betroffenen erheblich zu vereinfachen (Intention).

## Anwendung

### Barunterhaltsverpflichtung
Zum Barunterhalt ist bei minderjährigen Kindern der Elternteil verpflichtet, bei dem sich das Kind nicht ständig aufhält. Der Selbstbehalt gegenüber Minderjährigen beträgt 1280 € (Stand 14. Januar 2020) für erwerbstätige und 1180 € (Stand 14. Januar 2020) für nicht erwerbstätige Unterhaltsverpflichtete.
Zum Barunterhalt gegenüber volljährigen nicht privilegierten Kindern sind beide Elternteile entsprechend ihrer Leistungsfähigkeit verpflichtet. Der Selbstbehalt beträgt hier unabhängig von der Erwerbstätigkeit 1.400 € (Stand 1. Januar 2022).

### Altersgruppen
Die Düsseldorfer Tabelle kennt drei Altersgruppen sowie eine Bedarfsgruppe für Volljährige. Sie beruht auf § 1612a BGB, wonach sich der Mindestbedarf eines minderjährigen Kindes nach dem doppelten Kinderfreibetrag des § 32 Abs. 6 Satz 1 EStG bestimmt. Dieser doppelte Kinderfreibetrag beläuft sich seit dem 1. Januar 2010 auf 364 € monatlich. Für Kinder zwischen 0 und 5 Jahren (Altersgruppe 1) beträgt der Mindestunterhalt 87 %, für Kinder zwischen 6 und 11 Jahren (Altersgruppe 2) 100 %, für Kinder zwischen 12 und 17 Jahren (Altersgruppe 3) 117 %.
Für Volljährige (Altersgruppe 4) beträgt er grundsätzlich 134 % des doppelten Kinderfreibetrages. Jedoch wurde mit der ab dem 1. Januar 2018 gültigen Düsseldorfer Tabelle die 4. Altersgruppe (ab 18 Jahren) nicht angepasst. Es gelten weiterhin die Tabellenbeträge der Düsseldorfer Tabelle des Jahres 2017.

### Einkommensgruppen
Die Düsseldorfer Tabelle kennt ab 2022 insgesamt 16 Einkommensstufen. Bis 2021 umfasste die Düsseldorfer Tabelle zehn Einkommensstufen. Der in der Tabelle angegebene Prozentsatz für jede Einkommensstufe wird mit den Beträgen der Altersgruppe multipliziert und ergibt den entsprechenden Tabellenwert. Für die Eingruppierung muss das unterhaltsrelevante Nettoeinkommen des Unterhaltspflichtigen bekannt sein.

### Anzahl Unterhaltsberechtigte
Die Düsseldorfer Tabelle geht seit dem 1. Januar 2010 von zwei Unterhaltsberechtigten (vorher drei) aus. Sind mehr Unterhaltsberechtigte vorhanden, so wird pro zusätzlichem Berechtigten die nächstniedrigere Einkommensstufe angesetzt, sind weniger Unterhaltsberechtigte vorhanden, kann die nächsthöhere Einkommensstufe angesetzt werden.

### Bedarfskontrollbetrag
Der Bedarfskontrollbetrag des Unterhaltspflichtigen ab Gruppe 2 ist nicht identisch mit dem Eigenbedarf. Er soll eine ausgewogene Verteilung des Einkommens zwischen dem Unterhaltspflichtigen und den unterhaltsberechtigten Kindern gewährleisten. Wird er unter Berücksichtigung auch des Ehegattenunterhaltes unterschritten, ist der Tabellenbetrag der nächstniedrigeren Gruppe anzusetzen, deren Bedarfskontrollbetrag nicht unterschritten wird.

### Kindergeldanrechnung
Nach § 1612b BGB wird das Kindergeld, wenn es in vollem Umfang an den nicht barunterhaltspflichtigen Elternteil gezahlt wird – was der Regelfall sein dürfte, weil dem Elternteil, bei dem das Kind lebt, das Kindergeld ausgezahlt wird – auf den Barunterhaltsanspruch angerechnet. Es ergeben sich dann folgende Beträge, die tatsächlich, nach Abzug des anteiligen Kindergeldes zu zahlen sind. Bei volljährigen Kindern wird das Kindergeld in vollem Umfang auf den Unterhaltsanspruch angerechnet, bei Minderjährigen zur Hälfte. Dadurch ist der Zahlbetrag bei volljährigen Kindern in den niedrigen Einkommensstufen geringer als bei minderjährigen Kindern zwischen 12 und 17 Jahren. Nach Abzug des jeweiligen Kindergeldanteils belaufen sich die Zahlbeträge auf die in den hinteren Spalten angegebenen Beträge.

### Weitere Regelungen
Um zu verhindern, dass der Mindestunterhalt unter die Werte der Regelunterhaltsverordnung fällt, gelten die Werte der Regelunterhaltsverordnung fort, bis der Mindestunterhalt nach dem Kinderfreibetrag höher liegt. Dieses ergibt sich aus § 36 des Einführungsgesetzes zur Zivilprozessordnung (EGZPO). Ebenso bleiben alle „alten“ Unterhaltstitel gültig und werden lediglich auf einen Prozentsatz des Mindestunterhaltes umgerechnet.
Die Düsseldorfer Tabelle ist nur für Netto-Einkommen bis zu einer bestimmten Obergrenze verbindlich. Diese wurde zum 1. Januar 2018 auf 5.500 € angehoben. Oberhalb dieser Grenze werden die Umstände des Falles einzeln berücksichtigt.

### Mehrbedarf, Sonderbedarf
Die Tabellenbeträge decken den normalen, voraussehbaren Bedarf ab. In den Beträgen sind die Beiträge zur Kranken- und Pflegeversicherung sowie Studiengebühren nicht enthalten. Dies sind beides Beispiele für einen Mehrbedarf, der zusätzlich zu zahlen ist. Sonderbedarf sind einmalige, unerwartete, hohe, notwendige Ausgaben, diese müssen ebenfalls übernommen werden.

### Kritik
Die Frage der Gerechtigkeit und Angemessenheit wird sehr kontrovers diskutiert. Die Rechtsprechung nimmt seit vielen Jahren keine Rücksicht auf moderne Umgangsmodelle. Das überholte und häufig sexistische Motto „einer zahlt und einer betreut“ verankert sich nach wie vor im BGB. Bei einem Betreuungsmodell von 45/55 ist davon auszugehen, dass in beiden Haushalten Kinderzimmer und ausreichend Kleidung verfügbar sind. Die aktuelle Rechtsprechung berücksichtigt in diesem Fall den Mehraufwand (erweitertes Umgangsmodell) des Unterhaltspflichtigen mit der Herabsetzung des Unterhalts um gerade mal eine Stufe der Düsseldorfer Tabelle. Darüber hinaus steht die Entwicklung der Zahlbeträge nicht im Einklang mit der Entwicklung der Bezugsgröße. Dies wird in der folgenden Tabelle visualisiert.
Eine ausführliche Stellungnahme mit dem Titel Die Düsseldorfer Tabelle 2022 – es besteht Handlungsbedarf zu diesem Sachverhalt findet sich bei der Unterhaltskommission des Deutschen Familiengerichtstages e. V. vom 24. April 2021.

| Jahr | 0–5 Jahre | 6–11 Jahre | 12–17 Jahre | Bezugsgröße | Nettoeinkommen Euro bei Stufe 1 (100%) | Bedarfskontrollbetrag |
| 2002 | 188       | 228        | 269         | 2345        | 1300                                   | 840                   |
| 2003 | 199       | 241        | 284         | 2380        | 1300                                   | 840                   |
| 2004 | 199       | 241        | 284         | 2415        | 1300                                   | 840                   |
| 2005 | 204       | 247        | 291         | 2415        | 1300                                   | 900                   |
| 2006 | 204       | 247        | 291         | 2450        | 1300                                   | 900                   |
| 2007 | 202       | 245        | 288         | 2450        | 1300                                   | 900                   |
| 2008 | 279       | 322        | 365         | 2485        | 1500                                   | 900                   |
| 2009 | 281       | 322        | 377         | 2520        | 1500                                   | 900                   |
| 2010 | 317       | 364        | 426         | 2555        | 1500                                   | 900                   |
| 2011 | 317       | 364        | 426         | 2555        | 1500                                   | 950                   |
| 2012 | 317       | 364        | 426         | 2625        | 1500                                   | 950                   |
| 2013 | 317       | 364        | 426         | 2695        | 1500                                   | 1000                  |
| 2014 | 317       | 364        | 426         | 2765        | 1500                                   | 1000                  |
| 2015 | 317       | 364        | 426         | 2835        | 1500                                   | 1080                  |
| 2016 | 335       | 384        | 450         | 2905        | 1500                                   | 1080                  |
| 2017 | 342       | 393        | 460         | 2975        | 1500                                   | 1080                  |
| 2018 | 348       | 399        | 467         | 3045        | 1900                                   | 1080                  |
| 2019 | 354       | 406        | 476         | 3115        | 1900                                   | 1080                  |
| 2020 | 369       | 424        | 497         | 3185        | 1900                                   | 1160                  |
| 2021 | 393       | 451        | 528         | 3290        | 1900                                   | 1160                  |
| 2022 | 396       | 455        | 533         | 3290        | 1900                                   | 1160                  |
| 2023 | 437       | 502        | 588         | 3395        | 1900                                   | 1370                  |
| 2024 | 480       | 551        | 645         | 3535        | 2100                                   | 1450                  |

### Höhe
Die Höhe des Barunterhaltes ist der entsprechenden (aktuellen) Tabelle als Richtwert zu entnehmen.

#### Studierende
| Zeitraum                | Monatsbetrag | enthaltene Warmmiete | Selbstbehalt Elternteil            | enthaltene Warmmiete | Quelle |
| ----------------------- | ------------ | -------------------- | ---------------------------------- | -------------------- | ------ |
| 01.01.1996 – 30.06.1998 | 1.050 DM     |                      | 1.800 DM                           |                      | [ 8 ]  |
| 01.07.1998 – 30.06.2001 | 1.100 DM     | [ 9 ] [ 10 ]         | 1.800 DM                           |                      |        |
| 01.07.2001 – 31.12.2001 | 1.175 DM     | 1.960 DM             | [ 11 ]                             |                      |        |
| 01.01.2002 – 30.06.2003 | 601 €        | 1.002 €              | [ 12 ]                             |                      |        |
| 01.07.2003 – 30.06.2005 | 600 €        | 1.000 €              |                                    |                      |        |
| 01.07.2005 – 31.12.2010 | 640 €        | 1.100 €              | [ 13 ] [ 14 ] [ 15 ] [ 16 ] [ 17 ] |                      |        |
| 01.01.2011 – 31.12.2012 | 670 €        | 1.150 €              | [ 18 ]                             |                      |        |
| 01.01.2013 – 31.12.2014 | 670 €        | 1.200 €              | [ 19 ]                             |                      |        |
| 01.01.2015 – 31.12.2015 | 670 €        | 1.300 €              | [ 20 ]                             |                      |        |
| 01.01.2016 – 31.12.2019 | 735 €        | 1.300 €              | 300 €                              | 480 €                | [ 21 ] |
| 01.01.2020 – 31.12.2022 | 860 €        | 375 €                | 1.400 €                            | 550 €                | [ 22 ] |
| 01.01.2023 – 31.12.2023 | 930 €        | 410 €                | 1.650 €                            | 650 €                | [ 23 ] |
| 01.01.2024 – 31.12.2024 | 930 €        | 410 €                | 1.750 €                            | 650 €                | [ 24 ] |
| seit 01.01.2025         | 990 €        | 440 €                | 1.750 €                            | 650 €                | [ 25 ] |

#### Tabelle 1962
Die in der Tabelle angegebenen Werte sind DM-Beträge.
| Netto- einkommen Barunterhalts- pflichtiger | Bedarfs- kontroll- betrag | Unterhaltsrichtsatz eheliche und uneheliche Kinder | Unterhaltsrichtsatz eheliche und uneheliche Kinder | Unterhaltsrichtsatz eheliche und uneheliche Kinder | Unterhaltsrichtsatz eheliche und uneheliche Kinder | Unterhaltsrichtsatz eheliche und uneheliche Kinder | Unterhaltsrichtsatz eheliche und uneheliche Kinder | besonderer Unterhalts- richtsatz uneheliche Kinder | Ehegatte    |
| Altersstufen in Jahren                      | Altersstufen in Jahren    | 1–6                                                | 6–10                                               | 10–14                                              | 14–18                                              | 18–21                                              | 21–25                                              | 1–16                                               | Ehegatte    |
| ------------------------------------------- | ------------------------- | -------------------------------------------------- | -------------------------------------------------- | -------------------------------------------------- | -------------------------------------------------- | -------------------------------------------------- | -------------------------------------------------- | -------------------------------------------------- | ----------- |
| 0000 – 0450                                 | 220                       | 70                                                 | 85                                                 | 105                                                | 125                                                | 180                                                | 200                                                | 85                                                 | 200         |
| 0400 – 0700                                 | 240                       | 75                                                 | 90                                                 | 110                                                | 130                                                | 180                                                | 205                                                | 90                                                 | 220         |
| 0600 – 0800                                 | 275                       | 80                                                 | 100                                                | 120                                                | 140                                                | 180                                                | 210                                                | 95                                                 | 240         |
| 0700 – 1000                                 | 0300 – 0400               | 90                                                 | 110                                                | 130                                                | 150                                                | 180                                                | 215                                                | 100                                                | 0270 – 0300 |
| 0900 – 1400                                 | 0350 – 0450               | 100                                                | 120                                                | 140                                                | 160                                                | 190                                                | 220                                                | 110                                                | 0330 – 0380 |
| 1300 – 2000                                 | 0480 – 0600               | 110                                                | 130                                                | 150                                                | 170                                                | 200                                                | 230                                                | 120                                                | 0450 – 0550 |
| 1800 – 3000                                 | 0650 – 0800               | 120                                                | 140                                                | 160                                                | 180                                                | 220                                                | 250                                                | 130                                                | 0600 – 0700 |
| 2500 – 5000                                 | 0900 – 1200               | 130                                                | 150                                                | 170                                                | 190                                                | 240                                                | 280                                                | 140                                                | 0800 – 1000 |
| 5000 – 0000                                 | 1500 – 2000               | 140                                                | 160                                                | 180                                                | 200                                                | 260                                                | 300                                                | 150                                                | 1200 – 1500 |

#### Tabelle 1996
Die in der Tabelle angegebenen Werte sind DM-Beträge.
| Netto- einkommen Barunterhalts- pflichtiger | Netto- einkommen Barunterhalts- pflichtiger | Bedarfs- kontroll- betrag | Unterhaltsrichtsatz | Unterhaltsrichtsatz | Unterhaltsrichtsatz | Unterhaltsrichtsatz |
| Altersstufen in Jahren                      | Altersstufen in Jahren                      | Altersstufen in Jahren    | 0–6                 | 7–12                | 13–18               | ab 18               |
| ------------------------------------------- | ------------------------------------------- | ------------------------- | ------------------- | ------------------- | ------------------- | ------------------- |
| bis                                         | 2400                                        | 1300/1500                 | 349                 | 424                 | 502                 | 0580                |
| 2400                                        | 2700                                        | 1600                      | 375                 | 450                 | 530                 | 0610                |
| 2700                                        | 3100                                        | 1700                      | 400                 | 480                 | 565                 | 0700                |
| 3100                                        | 3600                                        | 1800                      | 435                 | 525                 | 615                 | 0705                |
| 3600                                        | 4200                                        | 1950                      | 475                 | 570                 | 675                 | 0780                |
| 4200                                        | 4900                                        | 2100                      | 515                 | 620                 | 735                 | 0850                |
| 4900                                        | 5800                                        | 2300                      | 565                 | 680                 | 805                 | 0930                |
| 5800                                        | 6800                                        | 2500                      | 615                 | 740                 | 875                 | 1010                |
| 6800                                        | 8000                                        | 2800                      | 665                 | 805                 | 945                 | 1050                |

#### Tabelle 2008
| Netto- einkommen Barunterhalts- pflichtiger | %                      | Bedarfs- kontroll- betrag | Grundwert | Grundwert | Grundwert | Grundwert | Nach Abzug Kindergeld erstes bis drittes Kind | Nach Abzug Kindergeld erstes bis drittes Kind | Nach Abzug Kindergeld erstes bis drittes Kind | Nach Abzug Kindergeld erstes bis drittes Kind | Nach Abzug Kindergeld viertes und weitere Kinder | Nach Abzug Kindergeld viertes und weitere Kinder | Nach Abzug Kindergeld viertes und weitere Kinder | Nach Abzug Kindergeld viertes und weitere Kinder |
| Altersstufen in Jahren                      | Altersstufen in Jahren | Altersstufen in Jahren    | 0–5       | 6–11      | 12–17     | ab 18     | 0–5                                           | 6–11                                          | 12–17                                         | ab 18                                         | 0–5                                              | 6–11                                             | 12–17                                            | ab 18                                            |
| ------------------------------------------- | ---------------------- | ------------------------- | --------- | --------- | --------- | --------- | --------------------------------------------- | --------------------------------------------- | --------------------------------------------- | --------------------------------------------- | ------------------------------------------------ | ------------------------------------------------ | ------------------------------------------------ | ------------------------------------------------ |
| bis 1500                                    | 100                    | 770/900                   | 279       | 322       | 365       | 408       | 202                                           | 245                                           | 288                                           | 254                                           | 189,50                                           | 232,50                                           | 275,50                                           | 229                                              |
| 1501 – 1900                                 | 105                    | 1000                      | 293       | 339       | 384       | 429       | 216                                           | 262                                           | 307                                           | 275                                           | 203,50                                           | 249,50                                           | 294,50                                           | 250                                              |
| 1901 – 2300                                 | 110                    | 1100                      | 307       | 355       | 402       | 449       | 230                                           | 278                                           | 325                                           | 295                                           | 217,50                                           | 265,50                                           | 312,50                                           | 270                                              |
| 2301 – 2700                                 | 115                    | 1200                      | 321       | 371       | 420       | 470       | 244                                           | 294                                           | 343                                           | 316                                           | 231,50                                           | 281,50                                           | 330,50                                           | 281                                              |
| 2701 – 3100                                 | 120                    | 1300                      | 335       | 387       | 438       | 490       | 258                                           | 310                                           | 361                                           | 336                                           | 245,50                                           | 297,50                                           | 348,50                                           | 311                                              |
| 3101 – 3500                                 | 128                    | 1400                      | 358       | 413       | 468       | 523       | 281                                           | 336                                           | 391                                           | 369                                           | 268,50                                           | 323,50                                           | 378,50                                           | 344                                              |
| 3501 – 3900                                 | 136                    | 1500                      | 380       | 438       | 497       | 555       | 303                                           | 361                                           | 420                                           | 401                                           | 290,50                                           | 348,50                                           | 407,50                                           | 376                                              |
| 3901 – 4300                                 | 144                    | 1600                      | 402       | 464       | 526       | 588       | 325                                           | 387                                           | 449                                           | 434                                           | 312,50                                           | 374,50                                           | 436,50                                           | 409                                              |
| 4301 – 4700                                 | 152                    | 1700                      | 425       | 490       | 555       | 621       | 348                                           | 413                                           | 478                                           | 467                                           | 335,50                                           | 400,50                                           | 465,50                                           | 442                                              |
| 4701 – 5100                                 | 160                    | 1800                      | 448       | 516       | 584       | 653       | 370                                           | 439                                           | 507                                           | 499                                           | 337,50                                           | 426,50                                           | 494,50                                           | 474                                              |

#### Tabelle 2009
| Netto- einkommen Barunterhalts- pflichtiger | %                      | Bedarfs- kontroll- betrag | Grundwert | Grundwert | Grundwert | Grundwert | Nach Abzug Kindergeld erstes, zweites Kind | Nach Abzug Kindergeld erstes, zweites Kind | Nach Abzug Kindergeld erstes, zweites Kind | Nach Abzug Kindergeld erstes, zweites Kind | Nach Abzug Kindergeld drittes Kind | Nach Abzug Kindergeld drittes Kind | Nach Abzug Kindergeld drittes Kind | Nach Abzug Kindergeld drittes Kind | Nach Abzug Kindergeld viertes und weitere Kinder | Nach Abzug Kindergeld viertes und weitere Kinder | Nach Abzug Kindergeld viertes und weitere Kinder | Nach Abzug Kindergeld viertes und weitere Kinder |
| Altersstufen in Jahren                      | Altersstufen in Jahren | Altersstufen in Jahren    | 0–5       | 6–11      | 12–17     | ab 18     | 0–5                                        | 6–11                                       | 12–17                                      | ab 18                                      | 0–5                                | 6–11                               | 12–17                              | ab 18                              | 0–5                                              | 6–11                                             | 12–17                                            | ab 18                                            |
| ------------------------------------------- | ---------------------- | ------------------------- | --------- | --------- | --------- | --------- | ------------------------------------------ | ------------------------------------------ | ------------------------------------------ | ------------------------------------------ | ---------------------------------- | ---------------------------------- | ---------------------------------- | ---------------------------------- | ------------------------------------------------ | ------------------------------------------------ | ------------------------------------------------ | ------------------------------------------------ |
| bis 1500                                    | 100                    | 770/900                   | 281       | 322       | 377       | 432       | 199                                        | 240                                        | 295                                        | 268                                        | 196                                | 237                                | 292                                | 262                                | 183,50                                           | 224,50                                           | 279,50                                           | 237                                              |
| 1501 – 1900                                 | 105                    | 1000                      | 296       | 339       | 396       | 454       | 214                                        | 257                                        | 314                                        | 290                                        | 211                                | 254                                | 311                                | 284                                | 198,50                                           | 241,50                                           | 298,50                                           | 259                                              |
| 1901 – 2300                                 | 110                    | 1100                      | 310       | 355       | 415       | 476       | 228                                        | 273                                        | 333                                        | 312                                        | 225                                | 270                                | 330                                | 306                                | 212,50                                           | 257,50                                           | 317,50                                           | 281                                              |
| 2301 – 2700                                 | 115                    | 1200                      | 324       | 371       | 434       | 497       | 242                                        | 289                                        | 352                                        | 333                                        | 239                                | 286                                | 349                                | 327                                | 226,50                                           | 273,50                                           | 336,50                                           | 302                                              |
| 2701 – 3100                                 | 120                    | 1300                      | 338       | 387       | 453       | 519       | 256                                        | 305                                        | 371                                        | 355                                        | 253                                | 302                                | 368                                | 349                                | 240,50                                           | 289,50                                           | 355,50                                           | 324                                              |
| 3101 – 3500                                 | 128                    | 1400                      | 360       | 413       | 483       | 553       | 278                                        | 331                                        | 401                                        | 389                                        | 275                                | 328                                | 398                                | 383                                | 262,50                                           | 315,50                                           | 385,50                                           | 358                                              |
| 3501 – 3900                                 | 136                    | 1500                      | 383       | 438       | 513       | 588       | 301                                        | 356                                        | 431                                        | 424                                        | 298                                | 353                                | 428                                | 418                                | 285,50                                           | 340,50                                           | 415,50                                           | 393                                              |
| 3901 – 4300                                 | 144                    | 1600                      | 405       | 464       | 543       | 623       | 323                                        | 382                                        | 461                                        | 459                                        | 320                                | 379                                | 458                                | 453                                | 307,50                                           | 366,50                                           | 445,50                                           | 428                                              |
| 4301 – 4700                                 | 152                    | 1700                      | 428       | 490       | 574       | 657       | 346                                        | 408                                        | 492                                        | 493                                        | 343                                | 405                                | 489                                | 487                                | 330,50                                           | 392,50                                           | 476,50                                           | 462                                              |
| 4701 – 5100                                 | 160                    | 1800                      | 450       | 516       | 604       | 692       | 368                                        | 434                                        | 522                                        | 528                                        | 365                                | 431                                | 519                                | 522                                | 352,50                                           | 418,50                                           | 506,50                                           | 497                                              |

#### Tabelle 2010
| Netto- einkommen Barunterhalts- pflichtiger | %                      | Bedarfs- kontroll- betrag | Grundwert | Grundwert | Grundwert | Grundwert | Nach Abzug Kindergeld erstes, zweites Kind | Nach Abzug Kindergeld erstes, zweites Kind | Nach Abzug Kindergeld erstes, zweites Kind | Nach Abzug Kindergeld erstes, zweites Kind | Nach Abzug Kindergeld drittes Kind | Nach Abzug Kindergeld drittes Kind | Nach Abzug Kindergeld drittes Kind | Nach Abzug Kindergeld drittes Kind | Nach Abzug Kindergeld viertes und weitere Kinder | Nach Abzug Kindergeld viertes und weitere Kinder | Nach Abzug Kindergeld viertes und weitere Kinder | Nach Abzug Kindergeld viertes und weitere Kinder |
| Altersstufen in Jahren                      | Altersstufen in Jahren | Altersstufen in Jahren    | 0–5       | 6–11      | 12–17     | ab 18     | 0–5                                        | 6–11                                       | 12–17                                      | ab 18                                      | 0–5                                | 6–11                               | 12–17                              | ab 18                              | 0–5                                              | 6–11                                             | 12–17                                            | ab 18                                            |
| Regelleistung                               | Regelleistung          | Regelleistung             | 215       | 251       | 251/287   | 287       | 31                                         | 67                                         | 67/103                                     | 103                                        | 25                                 | 61                                 | 61/97                              | 97                                 | 0                                                | 36                                               | 36/72                                            | 72                                               |
| Unterhaltsvorschuss                         | Unterhaltsvorschuss    | Unterhaltsvorschuss       | 317       | 364       |           |           | 133                                        | 180                                        |                                            |                                            | 133                                | 180                                |                                    |                                    | 133                                              | 180                                              |                                                  |                                                  |
| ------------------------------------------- | ---------------------- | ------------------------- | --------- | --------- | --------- | --------- | ------------------------------------------ | ------------------------------------------ | ------------------------------------------ | ------------------------------------------ | ---------------------------------- | ---------------------------------- | ---------------------------------- | ---------------------------------- | ------------------------------------------------ | ------------------------------------------------ | ------------------------------------------------ | ------------------------------------------------ |
| 0000–1500                                   | 100                    | 770/950                   | 317       | 364       | 426       | 488       | 225                                        | 272                                        | 334                                        | 304                                        | 222                                | 269                                | 331                                | 298                                | 210                                              | 257                                              | 319                                              | 273                                              |
| 1501–1900                                   | 105                    | 1000                      | 333       | 383       | 448       | 513       | 241                                        | 291                                        | 356                                        | 329                                        | 238                                | 288                                | 353                                | 323                                | 226                                              | 276                                              | 341                                              | 298                                              |
| 1901–2300                                   | 110                    | 1100                      | 349       | 401       | 469       | 537       | 257                                        | 309                                        | 377                                        | 353                                        | 254                                | 306                                | 374                                | 347                                | 242                                              | 294                                              | 362                                              | 322                                              |
| 2301–2700                                   | 115                    | 1200                      | 365       | 419       | 490       | 562       | 273                                        | 327                                        | 398                                        | 378                                        | 270                                | 324                                | 395                                | 372                                | 258                                              | 312                                              | 383                                              | 347                                              |
| 2701–3100                                   | 120                    | 1300                      | 381       | 437       | 512       | 586       | 289                                        | 345                                        | 420                                        | 402                                        | 286                                | 342                                | 417                                | 396                                | 274                                              | 330                                              | 405                                              | 371                                              |
| 3101–3500                                   | 128                    | 1400                      | 406       | 466       | 546       | 625       | 314                                        | 374                                        | 454                                        | 441                                        | 311                                | 371                                | 451                                | 435                                | 299                                              | 359                                              | 439                                              | 410                                              |
| 3501–3900                                   | 136                    | 1500                      | 432       | 496       | 580       | 664       | 340                                        | 404                                        | 488                                        | 480                                        | 337                                | 401                                | 485                                | 474                                | 325                                              | 389                                              | 473                                              | 449                                              |
| 3901–4300                                   | 144                    | 1600                      | 457       | 525       | 614       | 703       | 365                                        | 433                                        | 522                                        | 519                                        | 362                                | 430                                | 519                                | 513                                | 350                                              | 418                                              | 507                                              | 488                                              |
| 4301–4700                                   | 152                    | 1700                      | 482       | 554       | 648       | 742       | 390                                        | 462                                        | 556                                        | 558                                        | 387                                | 459                                | 553                                | 552                                | 375                                              | 447                                              | 541                                              | 527                                              |
| 4701–5100                                   | 160                    | 1800                      | 508       | 583       | 682       | 781       | 416                                        | 491                                        | 590                                        | 597                                        | 413                                | 488                                | 587                                | 591                                | 401                                              | 476                                              | 575                                              | 566                                              |
| %                                           | %                      | %                         | 87        | 100       | 117       | 134       | 87                                         | 100                                        | 117                                        | 134                                        | 87                                 | 100                                | 117                                | 134                                | 87                                               | 100                                              | 117                                              | 134                                              |
| % Kindergeldanrechnung                      | % Kindergeldanrechnung | % Kindergeldanrechnung    | 0         | 0         | 0         | 0         | 50                                         | 50                                         | 50                                         | 100                                        | 50                                 | 50                                 | 50                                 | 100                                | 50                                               | 50                                               | 50                                               | 100                                              |
| Höhe Kindergeld                             | Höhe Kindergeld        | Höhe Kindergeld           |           |           |           |           | 184                                        | 184                                        | 184                                        | 184                                        | 190                                | 190                                | 190                                | 190                                | 215                                              | 215                                              | 215                                              | 215                                              |

#### Tabelle 2011/2012
Zum 1. Januar 2011 wurden
1. die Freibeträge sowie Bedarfskontrollbeträge und
2. die Zahlbeträge für Kinder außerhalb des eigenen Haushalts (nun 670 €, vorher 640 €)

geändert. Alle anderen Beträge sind gleich geblieben.
| Netto- einkommen Barunterhalts- pflichtiger | %                      | Bedarfs- kontroll- betrag | Grundwert | Grundwert | Grundwert | Grundwert | Nach Abzug Kindergeld erstes, zweites Kind | Nach Abzug Kindergeld erstes, zweites Kind | Nach Abzug Kindergeld erstes, zweites Kind | Nach Abzug Kindergeld erstes, zweites Kind | Nach Abzug Kindergeld drittes Kind | Nach Abzug Kindergeld drittes Kind | Nach Abzug Kindergeld drittes Kind | Nach Abzug Kindergeld drittes Kind | Nach Abzug Kindergeld viertes und weitere Kinder | Nach Abzug Kindergeld viertes und weitere Kinder | Nach Abzug Kindergeld viertes und weitere Kinder | Nach Abzug Kindergeld viertes und weitere Kinder |
| Altersstufen in Jahren                      | Altersstufen in Jahren | Altersstufen in Jahren    | 0–5       | 6–11      | 12–17     | ab 18     | 0–5                                        | 6–11                                       | 12–17                                      | ab 18                                      | 0–5                                | 6–11                               | 12–17                              | ab 18                              | 0–5                                              | 6–11                                             | 12–17                                            | ab 18                                            |
| ------------------------------------------- | ---------------------- | ------------------------- | --------- | --------- | --------- | --------- | ------------------------------------------ | ------------------------------------------ | ------------------------------------------ | ------------------------------------------ | ---------------------------------- | ---------------------------------- | ---------------------------------- | ---------------------------------- | ------------------------------------------------ | ------------------------------------------------ | ------------------------------------------------ | ------------------------------------------------ |
| Regelleistung                               | Regelleistung          | Regelleistung             | 215       | 251       | 251/287   | 287       | 31                                         | 67                                         | 67/103                                     | 103                                        | 25                                 | 61                                 | 61/97                              | 97                                 | 0                                                | 36                                               | 36/72                                            | 72                                               |
| Unterhaltsvorschuss                         | Unterhaltsvorschuss    | Unterhaltsvorschuss       | 317       | 364       |           |           | 133                                        | 180                                        |                                            |                                            | 133                                | 180                                |                                    |                                    | 133                                              | 180                                              |                                                  |                                                  |
| 0000–1500                                   | 100                    | 770/950                   | 317       | 364       | 426       | 488       | 225                                        | 272                                        | 334                                        | 304                                        | 222                                | 269                                | 331                                | 298                                | 210                                              | 257                                              | 319                                              | 273                                              |
| 1501–1900                                   | 105                    | 1050                      | 333       | 383       | 448       | 513       | 241                                        | 291                                        | 356                                        | 329                                        | 238                                | 288                                | 353                                | 323                                | 226                                              | 276                                              | 341                                              | 298                                              |
| 1901–2300                                   | 110                    | 1150                      | 349       | 401       | 469       | 537       | 257                                        | 309                                        | 377                                        | 353                                        | 254                                | 306                                | 374                                | 347                                | 242                                              | 294                                              | 362                                              | 322                                              |
| 2301–2700                                   | 115                    | 1250                      | 365       | 419       | 490       | 562       | 273                                        | 327                                        | 398                                        | 378                                        | 270                                | 324                                | 395                                | 372                                | 258                                              | 312                                              | 383                                              | 347                                              |
| 2701–3100                                   | 120                    | 1350                      | 381       | 437       | 512       | 586       | 289                                        | 345                                        | 420                                        | 402                                        | 286                                | 342                                | 417                                | 396                                | 274                                              | 330                                              | 405                                              | 371                                              |
| 3101–3500                                   | 128                    | 1450                      | 406       | 466       | 546       | 625       | 314                                        | 374                                        | 454                                        | 441                                        | 311                                | 371                                | 451                                | 435                                | 299                                              | 359                                              | 439                                              | 410                                              |
| 3501–3900                                   | 136                    | 1550                      | 432       | 496       | 580       | 664       | 340                                        | 404                                        | 488                                        | 480                                        | 337                                | 401                                | 485                                | 474                                | 325                                              | 389                                              | 473                                              | 449                                              |
| 3901–4300                                   | 144                    | 1650                      | 457       | 525       | 614       | 703       | 365                                        | 433                                        | 522                                        | 519                                        | 362                                | 430                                | 519                                | 513                                | 350                                              | 418                                              | 507                                              | 488                                              |
| 4301–4700                                   | 152                    | 1750                      | 482       | 554       | 648       | 742       | 390                                        | 462                                        | 556                                        | 558                                        | 387                                | 459                                | 553                                | 552                                | 375                                              | 447                                              | 541                                              | 527                                              |
| 4701–5100                                   | 160                    | 1850                      | 508       | 583       | 682       | 781       | 416                                        | 491                                        | 590                                        | 597                                        | 413                                | 488                                | 587                                | 591                                | 401                                              | 476                                              | 575                                              | 566                                              |
| %                                           | %                      | %                         | 87        | 100       | 117       | 134       | 87                                         | 100                                        | 117                                        | 134                                        | 87                                 | 100                                | 117                                | 134                                | 87                                               | 100                                              | 117                                              | 134                                              |
| % Kindergeldanrechnung                      | % Kindergeldanrechnung | % Kindergeldanrechnung    | 0         | 0         | 0         | 0         | 50                                         | 50                                         | 50                                         | 100                                        | 50                                 | 50                                 | 50                                 | 100                                | 50                                               | 50                                               | 50                                               | 100                                              |
| Höhe Kindergeld                             | Höhe Kindergeld        | Höhe Kindergeld           |           |           |           |           | 184                                        | 184                                        | 184                                        | 184                                        | 190                                | 190                                | 190                                | 190                                | 215                                              | 215                                              | 215                                              | 215                                              |

Für das Jahr 2012 wurde keine neue Düsseldorfer Tabelle herausgegeben. Die Tabelle 2011 gilt auch im Jahr 2012. Einige Oberlandesgerichte haben dennoch ihre Leitlinien zum 1. Januar 2012 aktualisiert.
Die Düsseldorfer Tabellen 2010, 2011 und 2012 weisen eine bestehende Unterhaltsverpflichtung gegenüber zwei Unterhaltsberechtigten aus (bis 2009 bezog sich die Düsseldorfer Tabelle auf drei Unterhaltsberechtigte).

#### Tabelle 2013
Für das Jahr 2013 hat das OLG Düsseldorf zwar die zu leistenden Unterhaltsbeträge unverändert gelassen, allerdings wurde der notwendige Selbstbehalt der Unterhaltspflichtigen erhöht. So steigt beispielsweise der Selbstbehalt für Erwerbstätige, die für Kinder bis zum 21. Lebensjahr unterhaltspflichtig sind, ab dem 1. Januar 2013 von 950 Euro auf 1000 Euro, für nicht Erwerbstätige von 770 Euro auf 800 Euro.
| Netto- einkommen Barunterhalts- pflichtiger | %                      | Bedarfs- kontroll- betrag | Grundwert | Grundwert | Grundwert | Grundwert | Nach Abzug Kindergeld erstes, zweites Kind | Nach Abzug Kindergeld erstes, zweites Kind | Nach Abzug Kindergeld erstes, zweites Kind | Nach Abzug Kindergeld erstes, zweites Kind | Nach Abzug Kindergeld drittes Kind | Nach Abzug Kindergeld drittes Kind | Nach Abzug Kindergeld drittes Kind | Nach Abzug Kindergeld drittes Kind | Nach Abzug Kindergeld viertes und weitere Kinder | Nach Abzug Kindergeld viertes und weitere Kinder | Nach Abzug Kindergeld viertes und weitere Kinder | Nach Abzug Kindergeld viertes und weitere Kinder |
| Altersstufen in Jahren                      | Altersstufen in Jahren | Altersstufen in Jahren    | 0–5       | 6–11      | 12–17     | ab 18     | 0–5                                        | 6–11                                       | 12–17                                      | ab 18                                      | 0–5                                | 6–11                               | 12–17                              | ab 18                              | 0–5                                              | 6–11                                             | 12–17                                            | ab 18                                            |
| ------------------------------------------- | ---------------------- | ------------------------- | --------- | --------- | --------- | --------- | ------------------------------------------ | ------------------------------------------ | ------------------------------------------ | ------------------------------------------ | ---------------------------------- | ---------------------------------- | ---------------------------------- | ---------------------------------- | ------------------------------------------------ | ------------------------------------------------ | ------------------------------------------------ | ------------------------------------------------ |
| Regelleistung                               | Regelleistung          | Regelleistung             | 215       | 251       | 251/287   | 287       | 31                                         | 67                                         | 67/103                                     | 103                                        | 25                                 | 61                                 | 61/97                              | 97                                 | 0                                                | 36                                               | 36/72                                            | 72                                               |
| Unterhaltsvorschuss                         | Unterhaltsvorschuss    | Unterhaltsvorschuss       | 317       | 364       |           |           | 133                                        | 180                                        |                                            |                                            | 133                                | 180                                |                                    |                                    | 133                                              | 180                                              |                                                  |                                                  |
| 0000–1500                                   | 100                    | 800/1000                  | 317       | 364       | 426       | 488       | 225                                        | 272                                        | 334                                        | 304                                        | 222                                | 269                                | 331                                | 298                                | 210                                              | 257                                              | 319                                              | 273                                              |
| 1501–1900                                   | 105                    | 1100                      | 333       | 383       | 448       | 513       | 241                                        | 291                                        | 356                                        | 329                                        | 238                                | 288                                | 353                                | 323                                | 226                                              | 276                                              | 341                                              | 298                                              |
| 1901–2300                                   | 110                    | 1200                      | 349       | 401       | 469       | 537       | 257                                        | 309                                        | 377                                        | 353                                        | 254                                | 306                                | 374                                | 347                                | 242                                              | 294                                              | 362                                              | 322                                              |
| 2301–2700                                   | 115                    | 1300                      | 365       | 419       | 490       | 562       | 273                                        | 327                                        | 398                                        | 378                                        | 270                                | 324                                | 395                                | 372                                | 258                                              | 312                                              | 383                                              | 347                                              |
| 2701–3100                                   | 120                    | 1400                      | 381       | 437       | 512       | 586       | 289                                        | 345                                        | 420                                        | 402                                        | 286                                | 342                                | 417                                | 396                                | 274                                              | 330                                              | 405                                              | 371                                              |
| 3101–3500                                   | 128                    | 1500                      | 406       | 466       | 546       | 625       | 314                                        | 374                                        | 454                                        | 441                                        | 311                                | 371                                | 451                                | 435                                | 299                                              | 359                                              | 439                                              | 410                                              |
| 3501–3900                                   | 136                    | 1600                      | 432       | 496       | 580       | 664       | 340                                        | 404                                        | 488                                        | 480                                        | 337                                | 401                                | 485                                | 474                                | 325                                              | 389                                              | 473                                              | 449                                              |
| 3901–4300                                   | 144                    | 1700                      | 457       | 525       | 614       | 703       | 365                                        | 433                                        | 522                                        | 519                                        | 362                                | 430                                | 519                                | 513                                | 350                                              | 418                                              | 507                                              | 488                                              |
| 4301–4700                                   | 152                    | 1800                      | 482       | 554       | 648       | 742       | 390                                        | 462                                        | 556                                        | 558                                        | 387                                | 459                                | 553                                | 552                                | 375                                              | 447                                              | 541                                              | 527                                              |
| 4701–5100                                   | 160                    | 1900                      | 508       | 583       | 682       | 781       | 416                                        | 491                                        | 590                                        | 597                                        | 413                                | 488                                | 587                                | 591                                | 401                                              | 476                                              | 575                                              | 566                                              |
| %                                           | %                      | %                         | 87        | 100       | 117       | 134       | 87                                         | 100                                        | 117                                        | 134                                        | 87                                 | 100                                | 117                                | 134                                | 87                                               | 100                                              | 117                                              | 134                                              |
| % Kindergeldanrechnung                      | % Kindergeldanrechnung | % Kindergeldanrechnung    | 0         | 0         | 0         | 0         | 50                                         | 50                                         | 50                                         | 100                                        | 50                                 | 50                                 | 50                                 | 100                                | 50                                               | 50                                               | 50                                               | 100                                              |
| Höhe Kindergeld                             | Höhe Kindergeld        | Höhe Kindergeld           |           |           |           |           | 184                                        | 184                                        | 184                                        | 184                                        | 190                                | 190                                | 190                                | 190                                | 215                                              | 215                                              | 215                                              | 215                                              |

#### Tabelle 2015/2016
Zum 1. Januar 2015 wurden die zu leistenden Unterhaltsbeträge unverändert gelassen und wie bereits 2013 die notwendigen Selbstbehalte der Unterhaltspflichtigen erhöht. So steigt beispielsweise der Selbstbehalt für Erwerbstätige, die für Kinder bis zum 21. Lebensjahr unterhaltspflichtig sind, von 1000 Euro auf 1080 Euro, für nicht Erwerbstätige von 800 Euro auf 880 Euro. Die Anhebung des Mindestbetrags, den ein Unterhaltspflichtiger von seinem Einkommen für sich selbst behalten darf, folgt der Erhöhung des Hartz-IV-Regelsatzes zum Jahreswechsel.
Ab 1. August 2015 ist eine neue Tabelle gültig.
Ab 1. Januar 2016 ist wiederum eine neue Tabelle gültig.

#### Tabelle 2017
Zum 1. Januar 2017 wurden die zu leistenden Unterhaltsbeträge erhöht.
| Netto- einkommen Barunterhalts- pflichtiger | %                      | Bedarfs- kontroll- betrag | Grundwert | Grundwert | Grundwert | Grundwert | Nach Abzug Kindergeld erstes, zweites Kind | Nach Abzug Kindergeld erstes, zweites Kind | Nach Abzug Kindergeld erstes, zweites Kind | Nach Abzug Kindergeld erstes, zweites Kind | Nach Abzug Kindergeld drittes Kind | Nach Abzug Kindergeld drittes Kind | Nach Abzug Kindergeld drittes Kind | Nach Abzug Kindergeld drittes Kind | Nach Abzug Kindergeld viertes und weitere Kinder | Nach Abzug Kindergeld viertes und weitere Kinder | Nach Abzug Kindergeld viertes und weitere Kinder | Nach Abzug Kindergeld viertes und weitere Kinder |
| Altersstufen in Jahren                      | Altersstufen in Jahren | Altersstufen in Jahren    | 0–5       | 6–11      | 12–17     | ab 18     | 0–5                                        | 6–11                                       | 12–17                                      | ab 18                                      | 0–5                                | 6–11                               | 12–17                              | ab 18                              | 0–5                                              | 6–11                                             | 12–17                                            | ab 18                                            |
| ------------------------------------------- | ---------------------- | ------------------------- | --------- | --------- | --------- | --------- | ------------------------------------------ | ------------------------------------------ | ------------------------------------------ | ------------------------------------------ | ---------------------------------- | ---------------------------------- | ---------------------------------- | ---------------------------------- | ------------------------------------------------ | ------------------------------------------------ | ------------------------------------------------ | ------------------------------------------------ |
| Regelleistung                               | Regelleistung          | Regelleistung             | 237       | 291       | 311       | 327       | 45                                         | 99                                         | 119                                        | 135                                        | 39                                 | 93                                 | 113                                | 129                                | 14                                               | 68                                               | 88                                               | 104                                              |
| Unterhaltsvorschuss                         | Unterhaltsvorschuss    | Unterhaltsvorschuss       | 342       | 393       | 460       | 0         | 150                                        | 201                                        | 268                                        | 0                                          | 144                                | 195                                | 262                                | 0                                  | 120                                              | 170                                              | 237                                              | 0                                                |
| 0000–1500                                   | 100                    | 880/1080                  | 342       | 393       | 460       | 527       | 246                                        | 297                                        | 364                                        | 335                                        | 243                                | 294                                | 361                                | 329                                | 231                                              | 281                                              | 348                                              | 304                                              |
| 1501–1900                                   | 105                    | 1180                      | 360       | 413       | 483       | 554       | 264                                        | 317                                        | 387                                        | 362                                        | 261                                | 314                                | 384                                | 356                                | 249                                              | 302                                              | 372                                              | 331                                              |
| 1901–2300                                   | 110                    | 1280                      | 377       | 433       | 506       | 580       | 281                                        | 337                                        | 410                                        | 388                                        | 278                                | 334                                | 407                                | 382                                | 266                                              | 322                                              | 395                                              | 357                                              |
| 2301–2700                                   | 115                    | 1380                      | 394       | 452       | 529       | 607       | 298                                        | 356                                        | 433                                        | 415                                        | 295                                | 353                                | 430                                | 409                                | 283                                              | 341                                              | 418                                              | 384                                              |
| 2701–3100                                   | 120                    | 1480                      | 411       | 472       | 552       | 633       | 315                                        | 376                                        | 456                                        | 441                                        | 312                                | 373                                | 453                                | 435                                | 300                                              | 361                                              | 441                                              | 410                                              |
| 3101–3500                                   | 128                    | 1580                      | 438       | 504       | 589       | 675       | 342                                        | 408                                        | 493                                        | 483                                        | 339                                | 405                                | 490                                | 477                                | 327                                              | 393                                              | 478                                              | 452                                              |
| 3501–3900                                   | 136                    | 1680                      | 466       | 535       | 626       | 717       | 370                                        | 439                                        | 530                                        | 525                                        | 367                                | 436                                | 527                                | 519                                | 355                                              | 424                                              | 515                                              | 494                                              |
| 3901–4300                                   | 144                    | 1780                      | 493       | 566       | 663       | 759       | 397                                        | 470                                        | 567                                        | 567                                        | 394                                | 467                                | 564                                | 561                                | 382                                              | 455                                              | 552                                              | 536                                              |
| 4301–4700                                   | 152                    | 1880                      | 520       | 598       | 700       | 802       | 424                                        | 502                                        | 604                                        | 610                                        | 421                                | 499                                | 601                                | 604                                | 409                                              | 487                                              | 589                                              | 579                                              |
| 4701–5100                                   | 160                    | 1980                      | 548       | 629       | 736       | 844       | 452                                        | 533                                        | 640                                        | 652                                        | 449                                | 530                                | 637                                | 646                                | 438                                              | 518                                              | 625                                              | 621                                              |
| %                                           | %                      | %                         | 87        | 100       | 117       | 134       | 87                                         | 100                                        | 117                                        | 134                                        | 87                                 | 100                                | 117                                | 134                                | 87                                               | 100                                              | 117                                              | 134                                              |
| % Kindergeldanrechnung                      | % Kindergeldanrechnung | % Kindergeldanrechnung    | 0         | 0         | 0         | 0         | 50                                         | 50                                         | 50                                         | 100                                        | 50                                 | 50                                 | 50                                 | 100                                | 50                                               | 50                                               | 50                                               | 100                                              |
| Höhe Kindergeld                             | Höhe Kindergeld        | Höhe Kindergeld           |           |           |           |           | 192                                        | 192                                        | 192                                        | 192                                        | 198                                | 198                                | 198                                | 198                                | 223                                              | 223                                              | 223                                              | 223                                              |

#### Tabelle 2018
Zum 1. Januar 2018 wurden die zu leistenden Unterhaltsbeträge, die Einkommensbereiche und die Selbstbehalte geändert.
Dadurch wurden für Einkommen zwischen 1501 € und 5100 € die zu leistenden Unterhaltsbeträge erstmals seit mindestens 10 Jahren gesenkt.
| Netto- einkommen Barunterhalts- pflichtiger | %                      | Bedarfs- kontroll- betrag | Grundwert | Grundwert | Grundwert | Grundwert | Nach Abzug Kindergeld erstes, zweites Kind | Nach Abzug Kindergeld erstes, zweites Kind | Nach Abzug Kindergeld erstes, zweites Kind | Nach Abzug Kindergeld erstes, zweites Kind | Nach Abzug Kindergeld drittes Kind | Nach Abzug Kindergeld drittes Kind | Nach Abzug Kindergeld drittes Kind | Nach Abzug Kindergeld drittes Kind | Nach Abzug Kindergeld viertes und weitere Kinder | Nach Abzug Kindergeld viertes und weitere Kinder | Nach Abzug Kindergeld viertes und weitere Kinder | Nach Abzug Kindergeld viertes und weitere Kinder |
| Altersstufen in Jahren                      | Altersstufen in Jahren | Altersstufen in Jahren    | 0–5       | 6–11      | 12–17     | ab 18     | 0–5                                        | 6–11                                       | 12–17                                      | ab 18                                      | 0–5                                | 6–11                               | 12–17                              | ab 18                              | 0–5                                              | 6–11                                             | 12–17                                            | ab 18                                            |
| ------------------------------------------- | ---------------------- | ------------------------- | --------- | --------- | --------- | --------- | ------------------------------------------ | ------------------------------------------ | ------------------------------------------ | ------------------------------------------ | ---------------------------------- | ---------------------------------- | ---------------------------------- | ---------------------------------- | ------------------------------------------------ | ------------------------------------------------ | ------------------------------------------------ | ------------------------------------------------ |
| Regelleistung                               | Regelleistung          | Regelleistung             | 240       | 296       | 316       | 332       | 46                                         | 102                                        | 122                                        | 138                                        | 40                                 | 96                                 | 116                                | 132                                | 15                                               | 71                                               | 91                                               | 107                                              |
| Unterhaltsvorschuss                         | Unterhaltsvorschuss    | Unterhaltsvorschuss       | 348       | 399       | 467       | 0         | 154                                        | 205                                        | 273                                        | 0                                          | 148                                | 199                                | 267                                | 0                                  | 123                                              | 174                                              | 242                                              | 0                                                |
| 0000–1900                                   | 100                    | 880/1080                  | 348       | 399       | 467       | 527       | 251                                        | 302                                        | 370                                        | 333                                        | 248                                | 299                                | 367                                | 327                                | 235,50                                           | 286,50                                           | 354,50                                           | 302                                              |
| 1901–2300                                   | 105                    | 1300                      | 366       | 419       | 491       | 554       | 269                                        | 322                                        | 394                                        | 360                                        | 266                                | 319                                | 391                                | 354                                | 253,50                                           | 306,50                                           | 378,50                                           | 329                                              |
| 2301–2700                                   | 110                    | 1400                      | 383       | 439       | 514       | 580       | 286                                        | 342                                        | 417                                        | 386                                        | 283                                | 339                                | 414                                | 380                                | 270,50                                           | 326,50                                           | 401,50                                           | 355                                              |
| 2701–3100                                   | 115                    | 1500                      | 401       | 459       | 538       | 607       | 304                                        | 362                                        | 441                                        | 413                                        | 301                                | 359                                | 438                                | 407                                | 288,50                                           | 346,50                                           | 425,50                                           | 382                                              |
| 3101–3500                                   | 120                    | 1600                      | 418       | 479       | 561       | 633       | 321                                        | 382                                        | 464                                        | 439                                        | 318                                | 379                                | 461                                | 433                                | 305,50                                           | 366,50                                           | 448,50                                           | 408                                              |
| 3501–3900                                   | 128                    | 1700                      | 446       | 511       | 598       | 675       | 349                                        | 414                                        | 501                                        | 481                                        | 346                                | 411                                | 498                                | 475                                | 333,50                                           | 398,50                                           | 485,50                                           | 450                                              |
| 3901–4300                                   | 136                    | 1800                      | 474       | 543       | 636       | 717       | 377                                        | 446                                        | 539                                        | 523                                        | 374                                | 443                                | 536                                | 517                                | 361,50                                           | 430,50                                           | 523,50                                           | 492                                              |
| 4301–4700                                   | 144                    | 1900                      | 502       | 575       | 673       | 759       | 405                                        | 478                                        | 576                                        | 565                                        | 402                                | 475                                | 573                                | 559                                | 389,50                                           | 462,50                                           | 560,50                                           | 534                                              |
| 4701–5100                                   | 152                    | 2000                      | 529       | 607       | 710       | 802       | 432                                        | 510                                        | 613                                        | 608                                        | 429                                | 507                                | 610                                | 602                                | 416,50                                           | 494,50                                           | 597,50                                           | 577                                              |
| 5101–5500                                   | 160                    | 2100                      | 557       | 639       | 748       | 844       | 460                                        | 542                                        | 651                                        | 650                                        | 457                                | 539                                | 648                                | 644                                | 444,50                                           | 526,50                                           | 635,50                                           | 619                                              |
| %                                           | %                      | %                         | 87        | 100       | 117       | 132       | 87                                         | 100                                        | 117                                        | 132                                        | 87                                 | 100                                | 117                                | 132                                | 87                                               | 100                                              | 117                                              | 132                                              |
| % Kindergeldanrechnung                      | % Kindergeldanrechnung | % Kindergeldanrechnung    | 0         | 0         | 0         | 0         | 50                                         | 50                                         | 50                                         | 100                                        | 50                                 | 50                                 | 50                                 | 100                                | 50                                               | 50                                               | 50                                               | 100                                              |
| Höhe Kindergeld                             | Höhe Kindergeld        | Höhe Kindergeld           |           |           |           |           | 194                                        | 194                                        | 194                                        | 194                                        | 200                                | 200                                | 200                                | 200                                | 225                                              | 225                                              | 225                                              | 225                                              |

#### Tabellen 2019
|                               | bereinigtes Netto- einkommen barunterhalts- pflichtige Person | Steigerung der Bedarfs- sätze in Prozent | Bedarfs- kontroll- betrag     | Unterhaltsbedarf des Kindes ohne Abzug eines Kindergeldanteils | Unterhaltsbedarf des Kindes ohne Abzug eines Kindergeldanteils | Unterhaltsbedarf des Kindes ohne Abzug eines Kindergeldanteils | Unterhaltsbedarf des Kindes ohne Abzug eines Kindergeldanteils | Unterhaltsbedarf des Kindes nach Abzug des jeweiligen Kindergeldanteils | Unterhaltsbedarf des Kindes nach Abzug des jeweiligen Kindergeldanteils | Unterhaltsbedarf des Kindes nach Abzug des jeweiligen Kindergeldanteils | Unterhaltsbedarf des Kindes nach Abzug des jeweiligen Kindergeldanteils | Unterhaltsbedarf des Kindes nach Abzug des jeweiligen Kindergeldanteils | Unterhaltsbedarf des Kindes nach Abzug des jeweiligen Kindergeldanteils | Unterhaltsbedarf des Kindes nach Abzug des jeweiligen Kindergeldanteils | Unterhaltsbedarf des Kindes nach Abzug des jeweiligen Kindergeldanteils | Unterhaltsbedarf des Kindes nach Abzug des jeweiligen Kindergeldanteils | Unterhaltsbedarf des Kindes nach Abzug des jeweiligen Kindergeldanteils | Unterhaltsbedarf des Kindes nach Abzug des jeweiligen Kindergeldanteils | Unterhaltsbedarf des Kindes nach Abzug des jeweiligen Kindergeldanteils |
| Kindergeld 1./2. Kind (194 €) | Kindergeld 1./2. Kind (194 €)                                 | Kindergeld 1./2. Kind (194 €)            | Kindergeld 1./2. Kind (194 €) | Unterhaltsbedarf des Kindes ohne Abzug eines Kindergeldanteils | Unterhaltsbedarf des Kindes ohne Abzug eines Kindergeldanteils | Unterhaltsbedarf des Kindes ohne Abzug eines Kindergeldanteils | Unterhaltsbedarf des Kindes ohne Abzug eines Kindergeldanteils | Kindergeld 3. Kind (200 €)                                              | Kindergeld 3. Kind (200 €)                                              | Kindergeld 3. Kind (200 €)                                              | Kindergeld 3. Kind (200 €)                                              | Kindergeld ab 4. Kind (225 €)                                           | Kindergeld ab 4. Kind (225 €)                                           | Kindergeld ab 4. Kind (225 €)                                           | Kindergeld ab 4. Kind (225 €)                                           |                                                                         |                                                                         |                                                                         |                                                                         |
| Kindergeldanrechnung          | Kindergeldanrechnung                                          | Kindergeldanrechnung                     | Kindergeldanrechnung          | Unterhaltsbedarf des Kindes ohne Abzug eines Kindergeldanteils | Unterhaltsbedarf des Kindes ohne Abzug eines Kindergeldanteils | Unterhaltsbedarf des Kindes ohne Abzug eines Kindergeldanteils | Unterhaltsbedarf des Kindes ohne Abzug eines Kindergeldanteils | Kindergeldanrechnung                                                    | Kindergeldanrechnung                                                    | Kindergeldanrechnung                                                    | Kindergeldanrechnung                                                    | Kindergeldanrechnung                                                    | Kindergeldanrechnung                                                    | Kindergeldanrechnung                                                    | Kindergeldanrechnung                                                    |                                                                         |                                                                         |                                                                         |                                                                         |
| 50%                           | 50%                                                           | 50%                                      | Bedarfs- kontroll- betrag     | Unterhaltsbedarf des Kindes ohne Abzug eines Kindergeldanteils | Unterhaltsbedarf des Kindes ohne Abzug eines Kindergeldanteils | Unterhaltsbedarf des Kindes ohne Abzug eines Kindergeldanteils | Unterhaltsbedarf des Kindes ohne Abzug eines Kindergeldanteils | 100%                                                                    | 50%                                                                     | 50%                                                                     | 50%                                                                     | 100%                                                                    | 50 %                                                                    | 50 %                                                                    | 50 %                                                                    | 100%                                                                    |                                                                         |                                                                         |                                                                         |
| 0–5                           | bereinigtes Netto- einkommen barunterhalts- pflichtige Person | Steigerung der Bedarfs- sätze in Prozent | Bedarfs- kontroll- betrag     | 6–11                                                           | 12–17                                                          | ab 18                                                          | 0–5                                                            | 6–11                                                                    | 12–17                                                                   | ab 18                                                                   | 0–5                                                                     | 6–11                                                                    | 12–17                                                                   | ab 18                                                                   | 0–5                                                                     | 6–11                                                                    | 12–17                                                                   | ab 18                                                                   |                                                                         |
| ----------------------------- | ------------------------------------------------------------- | ---------------------------------------- | ----------------------------- | -------------------------------------------------------------- | -------------------------------------------------------------- | -------------------------------------------------------------- | -------------------------------------------------------------- | ----------------------------------------------------------------------- | ----------------------------------------------------------------------- | ----------------------------------------------------------------------- | ----------------------------------------------------------------------- | ----------------------------------------------------------------------- | ----------------------------------------------------------------------- | ----------------------------------------------------------------------- | ----------------------------------------------------------------------- | ----------------------------------------------------------------------- | ----------------------------------------------------------------------- | ----------------------------------------------------------------------- | ----------------------------------------------------------------------- |
| 1.                            | bis 1.900                                                     | 100                                      | 880/1.080                     | 354                                                            | 406                                                            | 476                                                            | 527                                                            | 257                                                                     | 309                                                                     | 379                                                                     | 333                                                                     | 254                                                                     | 306                                                                     | 376                                                                     | 327                                                                     | 241,50                                                                  | 293,50                                                                  | 363,50                                                                  | 302                                                                     |
| 2.                            | 1.901–2.300                                                   | 105                                      | 1.300                         | 372                                                            | 427                                                            | 500                                                            | 554                                                            | 275                                                                     | 330                                                                     | 403                                                                     | 360                                                                     | 272                                                                     | 327                                                                     | 400                                                                     | 354                                                                     | 259,50                                                                  | 314,50                                                                  | 387,50                                                                  | 329                                                                     |
| 3.                            | 2.301–2.700                                                   | 110                                      | 1.400                         | 390                                                            | 447                                                            | 524                                                            | 580                                                            | 293                                                                     | 350                                                                     | 427                                                                     | 386                                                                     | 290                                                                     | 347                                                                     | 424                                                                     | 380                                                                     | 277,50                                                                  | 334,50                                                                  | 411,50                                                                  | 355                                                                     |
| 4.                            | 2.701–3.100                                                   | 115                                      | 1.500                         | 408                                                            | 467                                                            | 548                                                            | 607                                                            | 311                                                                     | 370                                                                     | 451                                                                     | 413                                                                     | 308                                                                     | 367                                                                     | 448                                                                     | 407                                                                     | 295,50                                                                  | 354,50                                                                  | 435,50                                                                  | 382                                                                     |
| 5.                            | 3.101–3.500                                                   | 120                                      | 1.600                         | 425                                                            | 488                                                            | 572                                                            | 633                                                            | 328                                                                     | 391                                                                     | 475                                                                     | 439                                                                     | 325                                                                     | 388                                                                     | 472                                                                     | 433                                                                     | 312,50                                                                  | 375,50                                                                  | 459,50                                                                  | 408                                                                     |
| 6.                            | 3.501–3.900                                                   | 128                                      | 1.700                         | 454                                                            | 520                                                            | 610                                                            | 675                                                            | 357                                                                     | 423                                                                     | 513                                                                     | 481                                                                     | 354                                                                     | 420                                                                     | 510                                                                     | 475                                                                     | 341,50                                                                  | 407,50                                                                  | 497,50                                                                  | 450                                                                     |
| 7.                            | 3.901–4.300                                                   | 136                                      | 1.800                         | 482                                                            | 553                                                            | 648                                                            | 717                                                            | 385                                                                     | 456                                                                     | 551                                                                     | 523                                                                     | 382                                                                     | 453                                                                     | 548                                                                     | 517                                                                     | 369,50                                                                  | 440,50                                                                  | 535,50                                                                  | 492                                                                     |
| 8.                            | 4.301–4.700                                                   | 144                                      | 1.900                         | 510                                                            | 585                                                            | 686                                                            | 759                                                            | 413                                                                     | 488                                                                     | 589                                                                     | 565                                                                     | 410                                                                     | 485                                                                     | 586                                                                     | 559                                                                     | 397,50                                                                  | 472,50                                                                  | 573,50                                                                  | 534                                                                     |
| 9.                            | 4.701–5.100                                                   | 152                                      | 2.000                         | 539                                                            | 618                                                            | 724                                                            | 802                                                            | 442                                                                     | 521                                                                     | 627                                                                     | 608                                                                     | 439                                                                     | 518                                                                     | 624                                                                     | 602                                                                     | 426,50                                                                  | 505,50                                                                  | 611,50                                                                  | 577                                                                     |
| 10.                           | 5.101–5.500                                                   | 160                                      | 2.100                         | 567                                                            | 650                                                            | 762                                                            | 844                                                            | 470                                                                     | 553                                                                     | 665                                                                     | 650                                                                     | 467                                                                     | 550                                                                     | 662                                                                     | 644                                                                     | 454,50                                                                  | 537,50                                                                  | 649,50                                                                  | 619                                                                     |

|                               | bereinigtes Netto- einkommen barunterhalts- pflichtige Person | Steigerung der Bedarfs- sätze in Prozent | Bedarfs- kontroll- betrag     | Unterhaltsbedarf des Kindes ohne Abzug eines Kindergeldanteils | Unterhaltsbedarf des Kindes ohne Abzug eines Kindergeldanteils | Unterhaltsbedarf des Kindes ohne Abzug eines Kindergeldanteils | Unterhaltsbedarf des Kindes ohne Abzug eines Kindergeldanteils | Unterhaltsbedarf des Kindes nach Abzug des jeweiligen Kindergeldanteils | Unterhaltsbedarf des Kindes nach Abzug des jeweiligen Kindergeldanteils | Unterhaltsbedarf des Kindes nach Abzug des jeweiligen Kindergeldanteils | Unterhaltsbedarf des Kindes nach Abzug des jeweiligen Kindergeldanteils | Unterhaltsbedarf des Kindes nach Abzug des jeweiligen Kindergeldanteils | Unterhaltsbedarf des Kindes nach Abzug des jeweiligen Kindergeldanteils | Unterhaltsbedarf des Kindes nach Abzug des jeweiligen Kindergeldanteils | Unterhaltsbedarf des Kindes nach Abzug des jeweiligen Kindergeldanteils | Unterhaltsbedarf des Kindes nach Abzug des jeweiligen Kindergeldanteils | Unterhaltsbedarf des Kindes nach Abzug des jeweiligen Kindergeldanteils | Unterhaltsbedarf des Kindes nach Abzug des jeweiligen Kindergeldanteils | Unterhaltsbedarf des Kindes nach Abzug des jeweiligen Kindergeldanteils |
| Kindergeld 1./2. Kind (204 €) | Kindergeld 1./2. Kind (204 €)                                 | Kindergeld 1./2. Kind (204 €)            | Kindergeld 1./2. Kind (204 €) | Unterhaltsbedarf des Kindes ohne Abzug eines Kindergeldanteils | Unterhaltsbedarf des Kindes ohne Abzug eines Kindergeldanteils | Unterhaltsbedarf des Kindes ohne Abzug eines Kindergeldanteils | Unterhaltsbedarf des Kindes ohne Abzug eines Kindergeldanteils | Kindergeld 3. Kind (210 €)                                              | Kindergeld 3. Kind (210 €)                                              | Kindergeld 3. Kind (210 €)                                              | Kindergeld 3. Kind (210 €)                                              | Kindergeld ab 4. Kind (235 €)                                           | Kindergeld ab 4. Kind (235 €)                                           | Kindergeld ab 4. Kind (235 €)                                           | Kindergeld ab 4. Kind (235 €)                                           |                                                                         |                                                                         |                                                                         |                                                                         |
| Kindergeldanrechnung          | Kindergeldanrechnung                                          | Kindergeldanrechnung                     | Kindergeldanrechnung          | Unterhaltsbedarf des Kindes ohne Abzug eines Kindergeldanteils | Unterhaltsbedarf des Kindes ohne Abzug eines Kindergeldanteils | Unterhaltsbedarf des Kindes ohne Abzug eines Kindergeldanteils | Unterhaltsbedarf des Kindes ohne Abzug eines Kindergeldanteils | Kindergeldanrechnung                                                    | Kindergeldanrechnung                                                    | Kindergeldanrechnung                                                    | Kindergeldanrechnung                                                    | Kindergeldanrechnung                                                    | Kindergeldanrechnung                                                    | Kindergeldanrechnung                                                    | Kindergeldanrechnung                                                    |                                                                         |                                                                         |                                                                         |                                                                         |
| 50%                           | 50%                                                           | 50%                                      | Bedarfs- kontroll- betrag     | Unterhaltsbedarf des Kindes ohne Abzug eines Kindergeldanteils | Unterhaltsbedarf des Kindes ohne Abzug eines Kindergeldanteils | Unterhaltsbedarf des Kindes ohne Abzug eines Kindergeldanteils | Unterhaltsbedarf des Kindes ohne Abzug eines Kindergeldanteils | 100%                                                                    | 50%                                                                     | 50%                                                                     | 50%                                                                     | 100%                                                                    | 50 %                                                                    | 50 %                                                                    | 50 %                                                                    | 100%                                                                    |                                                                         |                                                                         |                                                                         |
| 0–5                           | bereinigtes Netto- einkommen barunterhalts- pflichtige Person | Steigerung der Bedarfs- sätze in Prozent | Bedarfs- kontroll- betrag     | 6–11                                                           | 12–17                                                          | ab 18                                                          | 0–5                                                            | 6–11                                                                    | 12–17                                                                   | ab 18                                                                   | 0–5                                                                     | 6–11                                                                    | 12–17                                                                   | ab 18                                                                   | 0–5                                                                     | 6–11                                                                    | 12–17                                                                   | ab 18                                                                   |                                                                         |
| ----------------------------- | ------------------------------------------------------------- | ---------------------------------------- | ----------------------------- | -------------------------------------------------------------- | -------------------------------------------------------------- | -------------------------------------------------------------- | -------------------------------------------------------------- | ----------------------------------------------------------------------- | ----------------------------------------------------------------------- | ----------------------------------------------------------------------- | ----------------------------------------------------------------------- | ----------------------------------------------------------------------- | ----------------------------------------------------------------------- | ----------------------------------------------------------------------- | ----------------------------------------------------------------------- | ----------------------------------------------------------------------- | ----------------------------------------------------------------------- | ----------------------------------------------------------------------- | ----------------------------------------------------------------------- |
| 1.                            | bis 1.900                                                     | 100                                      | 880/1.080                     | 354                                                            | 406                                                            | 476                                                            | 527                                                            | 252                                                                     | 304                                                                     | 374                                                                     | 323                                                                     | 249                                                                     | 301                                                                     | 371                                                                     | 317                                                                     | 236,50                                                                  | 288,50                                                                  | 368,50                                                                  | 292                                                                     |
| 2.                            | 1.901–2.300                                                   | 105                                      | 1.300                         | 372                                                            | 427                                                            | 500                                                            | 554                                                            | 270                                                                     | 325                                                                     | 398                                                                     | 350                                                                     | 267                                                                     | 322                                                                     | 395                                                                     | 344                                                                     | 254,50                                                                  | 309,50                                                                  | 382,50                                                                  | 319                                                                     |
| 3.                            | 2.301–2.700                                                   | 110                                      | 1.400                         | 390                                                            | 447                                                            | 524                                                            | 580                                                            | 288                                                                     | 345                                                                     | 422                                                                     | 376                                                                     | 285                                                                     | 342                                                                     | 419                                                                     | 370                                                                     | 272,50                                                                  | 329,50                                                                  | 406,50                                                                  | 345                                                                     |
| 4.                            | 2.701–3.100                                                   | 115                                      | 1.500                         | 408                                                            | 467                                                            | 548                                                            | 607                                                            | 306                                                                     | 365                                                                     | 446                                                                     | 403                                                                     | 303                                                                     | 362                                                                     | 443                                                                     | 397                                                                     | 290,50                                                                  | 349,50                                                                  | 430,50                                                                  | 372                                                                     |
| 5.                            | 3.101–3.500                                                   | 120                                      | 1.600                         | 425                                                            | 488                                                            | 572                                                            | 633                                                            | 323                                                                     | 386                                                                     | 470                                                                     | 429                                                                     | 320                                                                     | 383                                                                     | 467                                                                     | 423                                                                     | 307,50                                                                  | 370,50                                                                  | 454,50                                                                  | 398                                                                     |
| 6.                            | 3.501–3.900                                                   | 128                                      | 1.700                         | 454                                                            | 520                                                            | 610                                                            | 675                                                            | 352                                                                     | 418                                                                     | 508                                                                     | 471                                                                     | 349                                                                     | 415                                                                     | 505                                                                     | 465                                                                     | 336,50                                                                  | 402,50                                                                  | 492,50                                                                  | 440                                                                     |
| 7.                            | 3.901–4.300                                                   | 136                                      | 1.800                         | 482                                                            | 553                                                            | 648                                                            | 717                                                            | 380                                                                     | 451                                                                     | 546                                                                     | 513                                                                     | 377                                                                     | 448                                                                     | 543                                                                     | 507                                                                     | 364,50                                                                  | 435,50                                                                  | 530,50                                                                  | 482                                                                     |
| 8.                            | 4.301–4.700                                                   | 144                                      | 1.900                         | 510                                                            | 585                                                            | 686                                                            | 759                                                            | 408                                                                     | 483                                                                     | 584                                                                     | 555                                                                     | 405                                                                     | 480                                                                     | 581                                                                     | 549                                                                     | 392,50                                                                  | 467,50                                                                  | 568,50                                                                  | 524                                                                     |
| 9.                            | 4.701–5.100                                                   | 152                                      | 2.000                         | 539                                                            | 618                                                            | 724                                                            | 802                                                            | 437                                                                     | 516                                                                     | 622                                                                     | 598                                                                     | 434                                                                     | 513                                                                     | 619                                                                     | 592                                                                     | 421,50                                                                  | 500,50                                                                  | 606,50                                                                  | 567                                                                     |
| 10.                           | 5.101–5.500                                                   | 160                                      | 2.100                         | 567                                                            | 650                                                            | 762                                                            | 844                                                            | 465                                                                     | 548                                                                     | 660                                                                     | 640                                                                     | 462                                                                     | 545                                                                     | 657                                                                     | 634                                                                     | 449,50                                                                  | 532,50                                                                  | 644,50                                                                  | 609                                                                     |

#### Tabelle 2020
|                               | bereinigtes Netto- einkommen barunterhalts- pflichtige Person | Steigerung der Bedarfs- sätze in Prozent | Bedarfs- kontroll- betrag     | Unterhaltsbedarf des Kindes ohne Abzug eines Kindergeldanteils | Unterhaltsbedarf des Kindes ohne Abzug eines Kindergeldanteils | Unterhaltsbedarf des Kindes ohne Abzug eines Kindergeldanteils | Unterhaltsbedarf des Kindes ohne Abzug eines Kindergeldanteils | Unterhaltsbedarf des Kindes nach Abzug des jeweiligen Kindergeldanteils | Unterhaltsbedarf des Kindes nach Abzug des jeweiligen Kindergeldanteils | Unterhaltsbedarf des Kindes nach Abzug des jeweiligen Kindergeldanteils | Unterhaltsbedarf des Kindes nach Abzug des jeweiligen Kindergeldanteils | Unterhaltsbedarf des Kindes nach Abzug des jeweiligen Kindergeldanteils | Unterhaltsbedarf des Kindes nach Abzug des jeweiligen Kindergeldanteils | Unterhaltsbedarf des Kindes nach Abzug des jeweiligen Kindergeldanteils | Unterhaltsbedarf des Kindes nach Abzug des jeweiligen Kindergeldanteils | Unterhaltsbedarf des Kindes nach Abzug des jeweiligen Kindergeldanteils | Unterhaltsbedarf des Kindes nach Abzug des jeweiligen Kindergeldanteils | Unterhaltsbedarf des Kindes nach Abzug des jeweiligen Kindergeldanteils | Unterhaltsbedarf des Kindes nach Abzug des jeweiligen Kindergeldanteils |
| Kindergeld 1./2. Kind (204 €) | Kindergeld 1./2. Kind (204 €)                                 | Kindergeld 1./2. Kind (204 €)            | Kindergeld 1./2. Kind (204 €) | Unterhaltsbedarf des Kindes ohne Abzug eines Kindergeldanteils | Unterhaltsbedarf des Kindes ohne Abzug eines Kindergeldanteils | Unterhaltsbedarf des Kindes ohne Abzug eines Kindergeldanteils | Unterhaltsbedarf des Kindes ohne Abzug eines Kindergeldanteils | Kindergeld 3. Kind (210 €)                                              | Kindergeld 3. Kind (210 €)                                              | Kindergeld 3. Kind (210 €)                                              | Kindergeld 3. Kind (210 €)                                              | Kindergeld ab 4. Kind (235 €)                                           | Kindergeld ab 4. Kind (235 €)                                           | Kindergeld ab 4. Kind (235 €)                                           | Kindergeld ab 4. Kind (235 €)                                           |                                                                         |                                                                         |                                                                         |                                                                         |
| Kindergeldanrechnung          | Kindergeldanrechnung                                          | Kindergeldanrechnung                     | Kindergeldanrechnung          | Unterhaltsbedarf des Kindes ohne Abzug eines Kindergeldanteils | Unterhaltsbedarf des Kindes ohne Abzug eines Kindergeldanteils | Unterhaltsbedarf des Kindes ohne Abzug eines Kindergeldanteils | Unterhaltsbedarf des Kindes ohne Abzug eines Kindergeldanteils | Kindergeldanrechnung                                                    | Kindergeldanrechnung                                                    | Kindergeldanrechnung                                                    | Kindergeldanrechnung                                                    | Kindergeldanrechnung                                                    | Kindergeldanrechnung                                                    | Kindergeldanrechnung                                                    | Kindergeldanrechnung                                                    |                                                                         |                                                                         |                                                                         |                                                                         |
| 50%                           | 50%                                                           | 50%                                      | Bedarfs- kontroll- betrag     | Unterhaltsbedarf des Kindes ohne Abzug eines Kindergeldanteils | Unterhaltsbedarf des Kindes ohne Abzug eines Kindergeldanteils | Unterhaltsbedarf des Kindes ohne Abzug eines Kindergeldanteils | Unterhaltsbedarf des Kindes ohne Abzug eines Kindergeldanteils | 100%                                                                    | 50%                                                                     | 50%                                                                     | 50%                                                                     | 100%                                                                    | 50 %                                                                    | 50 %                                                                    | 50 %                                                                    | 100%                                                                    |                                                                         |                                                                         |                                                                         |
| 0–5                           | bereinigtes Netto- einkommen barunterhalts- pflichtige Person | Steigerung der Bedarfs- sätze in Prozent | Bedarfs- kontroll- betrag     | 6–11                                                           | 12–17                                                          | ab 18                                                          | 0–5                                                            | 6–11                                                                    | 12–17                                                                   | ab 18                                                                   | 0–5                                                                     | 6–11                                                                    | 12–17                                                                   | ab 18                                                                   | 0–5                                                                     | 6–11                                                                    | 12–17                                                                   | ab 18                                                                   |                                                                         |
| ----------------------------- | ------------------------------------------------------------- | ---------------------------------------- | ----------------------------- | -------------------------------------------------------------- | -------------------------------------------------------------- | -------------------------------------------------------------- | -------------------------------------------------------------- | ----------------------------------------------------------------------- | ----------------------------------------------------------------------- | ----------------------------------------------------------------------- | ----------------------------------------------------------------------- | ----------------------------------------------------------------------- | ----------------------------------------------------------------------- | ----------------------------------------------------------------------- | ----------------------------------------------------------------------- | ----------------------------------------------------------------------- | ----------------------------------------------------------------------- | ----------------------------------------------------------------------- | ----------------------------------------------------------------------- |
| 1.                            | bis 1.900                                                     | 100                                      | 960 / 1.160                   | 369                                                            | 424                                                            | 497                                                            | 530                                                            | 267                                                                     | 322                                                                     | 395                                                                     | 326                                                                     | 264                                                                     | 319                                                                     | 392                                                                     | 320                                                                     | 251,50                                                                  | 306,50                                                                  | 379,50                                                                  | 295                                                                     |
| 2.                            | 1.901–2.300                                                   | 105                                      | 1.400                         | 388                                                            | 446                                                            | 522                                                            | 557                                                            | 286                                                                     | 344                                                                     | 420                                                                     | 353                                                                     | 283                                                                     | 341                                                                     | 417                                                                     | 347                                                                     | 270,50                                                                  | 328,50                                                                  | 404,50                                                                  | 322                                                                     |
| 3.                            | 2.301–2.700                                                   | 110                                      | 1.500                         | 406                                                            | 467                                                            | 547                                                            | 583                                                            | 304                                                                     | 365                                                                     | 445                                                                     | 379                                                                     | 301                                                                     | 362                                                                     | 442                                                                     | 373                                                                     | 288,50                                                                  | 349,50                                                                  | 429,50                                                                  | 348                                                                     |
| 4.                            | 2.701–3.100                                                   | 115                                      | 1.600                         | 425                                                            | 488                                                            | 572                                                            | 610                                                            | 323                                                                     | 386                                                                     | 470                                                                     | 406                                                                     | 320                                                                     | 383                                                                     | 467                                                                     | 400                                                                     | 307,50                                                                  | 370,50                                                                  | 454,50                                                                  | 375                                                                     |
| 5.                            | 3.101–3.500                                                   | 120                                      | 1.700                         | 443                                                            | 509                                                            | 597                                                            | 636                                                            | 341                                                                     | 407                                                                     | 495                                                                     | 432                                                                     | 338                                                                     | 404                                                                     | 492                                                                     | 426                                                                     | 325,50                                                                  | 391,50                                                                  | 479,50                                                                  | 401                                                                     |
| 6.                            | 3.501–3.900                                                   | 128                                      | 1.800                         | 473                                                            | 543                                                            | 637                                                            | 679                                                            | 371                                                                     | 441                                                                     | 535                                                                     | 475                                                                     | 368                                                                     | 438                                                                     | 532                                                                     | 469                                                                     | 355,50                                                                  | 425,50                                                                  | 519,50                                                                  | 444                                                                     |
| 7.                            | 3.901–4.300                                                   | 136                                      | 1.900                         | 502                                                            | 577                                                            | 676                                                            | 721                                                            | 400                                                                     | 475                                                                     | 574                                                                     | 517                                                                     | 397                                                                     | 472                                                                     | 571                                                                     | 511                                                                     | 384,50                                                                  | 459,50                                                                  | 558,50                                                                  | 486                                                                     |
| 8.                            | 4.301–4.700                                                   | 144                                      | 2.000                         | 532                                                            | 611                                                            | 716                                                            | 764                                                            | 430                                                                     | 509                                                                     | 614                                                                     | 560                                                                     | 427                                                                     | 506                                                                     | 611                                                                     | 554                                                                     | 414,50                                                                  | 493,50                                                                  | 598,50                                                                  | 529                                                                     |
| 9.                            | 4.701–5.100                                                   | 152                                      | 2.100                         | 561                                                            | 645                                                            | 756                                                            | 806                                                            | 459                                                                     | 543                                                                     | 654                                                                     | 602                                                                     | 456                                                                     | 540                                                                     | 651                                                                     | 596                                                                     | 443,50                                                                  | 527,50                                                                  | 638,50                                                                  | 571                                                                     |
| 10.                           | 5.101–5.500                                                   | 160                                      | 2.200                         | 591                                                            | 679                                                            | 796                                                            | 848                                                            | 489                                                                     | 577                                                                     | 694                                                                     | 644                                                                     | 486                                                                     | 574                                                                     | 691                                                                     | 638                                                                     | 473,50                                                                  | 561,50                                                                  | 678,50                                                                  | 613                                                                     |

#### Tabelle 2021
|                               | bereinigtes Netto- einkommen barunterhalts- pflichtige Person | Steigerung der Bedarfs- sätze in Prozent | Bedarfs- kontroll- betrag     | Unterhaltsbedarf des Kindes ohne Abzug eines Kindergeldanteils | Unterhaltsbedarf des Kindes ohne Abzug eines Kindergeldanteils | Unterhaltsbedarf des Kindes ohne Abzug eines Kindergeldanteils | Unterhaltsbedarf des Kindes ohne Abzug eines Kindergeldanteils | Unterhaltsbedarf des Kindes nach Abzug des jeweiligen Kindergeldanteils | Unterhaltsbedarf des Kindes nach Abzug des jeweiligen Kindergeldanteils | Unterhaltsbedarf des Kindes nach Abzug des jeweiligen Kindergeldanteils | Unterhaltsbedarf des Kindes nach Abzug des jeweiligen Kindergeldanteils | Unterhaltsbedarf des Kindes nach Abzug des jeweiligen Kindergeldanteils | Unterhaltsbedarf des Kindes nach Abzug des jeweiligen Kindergeldanteils | Unterhaltsbedarf des Kindes nach Abzug des jeweiligen Kindergeldanteils | Unterhaltsbedarf des Kindes nach Abzug des jeweiligen Kindergeldanteils | Unterhaltsbedarf des Kindes nach Abzug des jeweiligen Kindergeldanteils | Unterhaltsbedarf des Kindes nach Abzug des jeweiligen Kindergeldanteils | Unterhaltsbedarf des Kindes nach Abzug des jeweiligen Kindergeldanteils | Unterhaltsbedarf des Kindes nach Abzug des jeweiligen Kindergeldanteils |
| Kindergeld 1./2. Kind (219 €) | Kindergeld 1./2. Kind (219 €)                                 | Kindergeld 1./2. Kind (219 €)            | Kindergeld 1./2. Kind (219 €) | Unterhaltsbedarf des Kindes ohne Abzug eines Kindergeldanteils | Unterhaltsbedarf des Kindes ohne Abzug eines Kindergeldanteils | Unterhaltsbedarf des Kindes ohne Abzug eines Kindergeldanteils | Unterhaltsbedarf des Kindes ohne Abzug eines Kindergeldanteils | Kindergeld 3. Kind (225 €)                                              | Kindergeld 3. Kind (225 €)                                              | Kindergeld 3. Kind (225 €)                                              | Kindergeld 3. Kind (225 €)                                              | Kindergeld ab 4. Kind (250 €)                                           | Kindergeld ab 4. Kind (250 €)                                           | Kindergeld ab 4. Kind (250 €)                                           | Kindergeld ab 4. Kind (250 €)                                           |                                                                         |                                                                         |                                                                         |                                                                         |
| Kindergeldanrechnung          | Kindergeldanrechnung                                          | Kindergeldanrechnung                     | Kindergeldanrechnung          | Unterhaltsbedarf des Kindes ohne Abzug eines Kindergeldanteils | Unterhaltsbedarf des Kindes ohne Abzug eines Kindergeldanteils | Unterhaltsbedarf des Kindes ohne Abzug eines Kindergeldanteils | Unterhaltsbedarf des Kindes ohne Abzug eines Kindergeldanteils | Kindergeldanrechnung                                                    | Kindergeldanrechnung                                                    | Kindergeldanrechnung                                                    | Kindergeldanrechnung                                                    | Kindergeldanrechnung                                                    | Kindergeldanrechnung                                                    | Kindergeldanrechnung                                                    | Kindergeldanrechnung                                                    |                                                                         |                                                                         |                                                                         |                                                                         |
| 50%                           | 50%                                                           | 50%                                      | Bedarfs- kontroll- betrag     | Unterhaltsbedarf des Kindes ohne Abzug eines Kindergeldanteils | Unterhaltsbedarf des Kindes ohne Abzug eines Kindergeldanteils | Unterhaltsbedarf des Kindes ohne Abzug eines Kindergeldanteils | Unterhaltsbedarf des Kindes ohne Abzug eines Kindergeldanteils | 100%                                                                    | 50%                                                                     | 50%                                                                     | 50%                                                                     | 100%                                                                    | 50 %                                                                    | 50 %                                                                    | 50 %                                                                    | 100%                                                                    |                                                                         |                                                                         |                                                                         |
| 0–5                           | bereinigtes Netto- einkommen barunterhalts- pflichtige Person | Steigerung der Bedarfs- sätze in Prozent | Bedarfs- kontroll- betrag     | 6–11                                                           | 12–17                                                          | ab 18                                                          | 0–5                                                            | 6–11                                                                    | 12–17                                                                   | ab 18                                                                   | 0–5                                                                     | 6–11                                                                    | 12–17                                                                   | ab 18                                                                   | 0–5                                                                     | 6–11                                                                    | 12–17                                                                   | ab 18                                                                   |                                                                         |
| ----------------------------- | ------------------------------------------------------------- | ---------------------------------------- | ----------------------------- | -------------------------------------------------------------- | -------------------------------------------------------------- | -------------------------------------------------------------- | -------------------------------------------------------------- | ----------------------------------------------------------------------- | ----------------------------------------------------------------------- | ----------------------------------------------------------------------- | ----------------------------------------------------------------------- | ----------------------------------------------------------------------- | ----------------------------------------------------------------------- | ----------------------------------------------------------------------- | ----------------------------------------------------------------------- | ----------------------------------------------------------------------- | ----------------------------------------------------------------------- | ----------------------------------------------------------------------- | ----------------------------------------------------------------------- |
| 1.                            | bis 1.900                                                     | 100                                      | 960 / 1.160                   | 393                                                            | 451                                                            | 528                                                            | 564                                                            | 283,50                                                                  | 341,50                                                                  | 418,50                                                                  | 345                                                                     | 280,50                                                                  | 338,50                                                                  | 415,50                                                                  | 339                                                                     | 268                                                                     | 326                                                                     | 403                                                                     | 314                                                                     |
| 2.                            | 1.901–2.300                                                   | 105                                      | 1.400                         | 413                                                            | 474                                                            | 555                                                            | 593                                                            | 303,50                                                                  | 364,50                                                                  | 445,50                                                                  | 374                                                                     | 300,50                                                                  | 361,50                                                                  | 442,50                                                                  | 368                                                                     | 288                                                                     | 349                                                                     | 430                                                                     | 343                                                                     |
| 3.                            | 2.301–2.700                                                   | 110                                      | 1.500                         | 433                                                            | 497                                                            | 581                                                            | 621                                                            | 323,50                                                                  | 387,50                                                                  | 471,50                                                                  | 402                                                                     | 320,50                                                                  | 384,50                                                                  | 468,50                                                                  | 396                                                                     | 308                                                                     | 372                                                                     | 456                                                                     | 371                                                                     |
| 4.                            | 2.701–3.100                                                   | 115                                      | 1.600                         | 452                                                            | 519                                                            | 608                                                            | 649                                                            | 342,50                                                                  | 409,50                                                                  | 498,50                                                                  | 430                                                                     | 339,50                                                                  | 406,50                                                                  | 495,50                                                                  | 424                                                                     | 327                                                                     | 394                                                                     | 483                                                                     | 399                                                                     |
| 5.                            | 3.101–3.500                                                   | 120                                      | 1.700                         | 472                                                            | 542                                                            | 634                                                            | 677                                                            | 362,50                                                                  | 432,50                                                                  | 524,50                                                                  | 458                                                                     | 359,50                                                                  | 429,50                                                                  | 521,50                                                                  | 452                                                                     | 347                                                                     | 417                                                                     | 509                                                                     | 427                                                                     |
| 6.                            | 3.501–3.900                                                   | 128                                      | 1.800                         | 504                                                            | 578                                                            | 676                                                            | 722                                                            | 394,50                                                                  | 468,50                                                                  | 566,50                                                                  | 503                                                                     | 391,50                                                                  | 465,50                                                                  | 563,50                                                                  | 497                                                                     | 379                                                                     | 453                                                                     | 551                                                                     | 472                                                                     |
| 7.                            | 3.901–4.300                                                   | 136                                      | 1.900                         | 535                                                            | 614                                                            | 719                                                            | 768                                                            | 425,50                                                                  | 504,50                                                                  | 609,50                                                                  | 549                                                                     | 422,50                                                                  | 501,50                                                                  | 606,50                                                                  | 543                                                                     | 410                                                                     | 489                                                                     | 594                                                                     | 518                                                                     |
| 8.                            | 4.301–4.700                                                   | 144                                      | 2.000                         | 566                                                            | 650                                                            | 761                                                            | 813                                                            | 456,50                                                                  | 540,50                                                                  | 651,50                                                                  | 594                                                                     | 453,50                                                                  | 537,50                                                                  | 648,50                                                                  | 588                                                                     | 441                                                                     | 525                                                                     | 636                                                                     | 563                                                                     |
| 9.                            | 4.701–5.100                                                   | 152                                      | 2.100                         | 598                                                            | 686                                                            | 803                                                            | 858                                                            | 488,50                                                                  | 576,50                                                                  | 693,50                                                                  | 639                                                                     | 485,50                                                                  | 573,50                                                                  | 690,50                                                                  | 633                                                                     | 473                                                                     | 561                                                                     | 678                                                                     | 608                                                                     |
| 10.                           | 5.101–5.500                                                   | 160                                      | 2.200                         | 629                                                            | 722                                                            | 845                                                            | 903                                                            | 519,50                                                                  | 612,50                                                                  | 735,50                                                                  | 684                                                                     | 516,50                                                                  | 609,50                                                                  | 732,50                                                                  | 678                                                                     | 504                                                                     | 597                                                                     | 720                                                                     | 653                                                                     |

#### Tabelle 2022
|                               | bereinigtes Netto- einkommen barunterhalts- pflichtige Person | Steigerung der Bedarfs- sätze in Prozent | Bedarfs- kontroll- betrag     | Unterhaltsbedarf des Kindes ohne Abzug eines Kindergeldanteils | Unterhaltsbedarf des Kindes ohne Abzug eines Kindergeldanteils | Unterhaltsbedarf des Kindes ohne Abzug eines Kindergeldanteils | Unterhaltsbedarf des Kindes ohne Abzug eines Kindergeldanteils | Unterhaltsbedarf des Kindes nach Abzug des jeweiligen Kindergeldanteils | Unterhaltsbedarf des Kindes nach Abzug des jeweiligen Kindergeldanteils | Unterhaltsbedarf des Kindes nach Abzug des jeweiligen Kindergeldanteils | Unterhaltsbedarf des Kindes nach Abzug des jeweiligen Kindergeldanteils | Unterhaltsbedarf des Kindes nach Abzug des jeweiligen Kindergeldanteils | Unterhaltsbedarf des Kindes nach Abzug des jeweiligen Kindergeldanteils | Unterhaltsbedarf des Kindes nach Abzug des jeweiligen Kindergeldanteils | Unterhaltsbedarf des Kindes nach Abzug des jeweiligen Kindergeldanteils | Unterhaltsbedarf des Kindes nach Abzug des jeweiligen Kindergeldanteils | Unterhaltsbedarf des Kindes nach Abzug des jeweiligen Kindergeldanteils | Unterhaltsbedarf des Kindes nach Abzug des jeweiligen Kindergeldanteils | Unterhaltsbedarf des Kindes nach Abzug des jeweiligen Kindergeldanteils |
| Kindergeld 1./2. Kind (219 €) | Kindergeld 1./2. Kind (219 €)                                 | Kindergeld 1./2. Kind (219 €)            | Kindergeld 1./2. Kind (219 €) | Unterhaltsbedarf des Kindes ohne Abzug eines Kindergeldanteils | Unterhaltsbedarf des Kindes ohne Abzug eines Kindergeldanteils | Unterhaltsbedarf des Kindes ohne Abzug eines Kindergeldanteils | Unterhaltsbedarf des Kindes ohne Abzug eines Kindergeldanteils | Kindergeld 3. Kind (225 €)                                              | Kindergeld 3. Kind (225 €)                                              | Kindergeld 3. Kind (225 €)                                              | Kindergeld 3. Kind (225 €)                                              | Kindergeld ab 4. Kind (250 €)                                           | Kindergeld ab 4. Kind (250 €)                                           | Kindergeld ab 4. Kind (250 €)                                           | Kindergeld ab 4. Kind (250 €)                                           |                                                                         |                                                                         |                                                                         |                                                                         |
| Kindergeldanrechnung          | Kindergeldanrechnung                                          | Kindergeldanrechnung                     | Kindergeldanrechnung          | Unterhaltsbedarf des Kindes ohne Abzug eines Kindergeldanteils | Unterhaltsbedarf des Kindes ohne Abzug eines Kindergeldanteils | Unterhaltsbedarf des Kindes ohne Abzug eines Kindergeldanteils | Unterhaltsbedarf des Kindes ohne Abzug eines Kindergeldanteils | Kindergeldanrechnung                                                    | Kindergeldanrechnung                                                    | Kindergeldanrechnung                                                    | Kindergeldanrechnung                                                    | Kindergeldanrechnung                                                    | Kindergeldanrechnung                                                    | Kindergeldanrechnung                                                    | Kindergeldanrechnung                                                    |                                                                         |                                                                         |                                                                         |                                                                         |
| 50%                           | 50%                                                           | 50%                                      | Bedarfs- kontroll- betrag     | Unterhaltsbedarf des Kindes ohne Abzug eines Kindergeldanteils | Unterhaltsbedarf des Kindes ohne Abzug eines Kindergeldanteils | Unterhaltsbedarf des Kindes ohne Abzug eines Kindergeldanteils | Unterhaltsbedarf des Kindes ohne Abzug eines Kindergeldanteils | 100%                                                                    | 50%                                                                     | 50%                                                                     | 50%                                                                     | 100%                                                                    | 50 %                                                                    | 50 %                                                                    | 50 %                                                                    | 100%                                                                    |                                                                         |                                                                         |                                                                         |
| 0–5                           | bereinigtes Netto- einkommen barunterhalts- pflichtige Person | Steigerung der Bedarfs- sätze in Prozent | Bedarfs- kontroll- betrag     | 6–11                                                           | 12–17                                                          | ab 18                                                          | 0–5                                                            | 6–11                                                                    | 12–17                                                                   | ab 18                                                                   | 0–5                                                                     | 6–11                                                                    | 12–17                                                                   | ab 18                                                                   | 0–5                                                                     | 6–11                                                                    | 12–17                                                                   | ab 18                                                                   |                                                                         |
| ----------------------------- | ------------------------------------------------------------- | ---------------------------------------- | ----------------------------- | -------------------------------------------------------------- | -------------------------------------------------------------- | -------------------------------------------------------------- | -------------------------------------------------------------- | ----------------------------------------------------------------------- | ----------------------------------------------------------------------- | ----------------------------------------------------------------------- | ----------------------------------------------------------------------- | ----------------------------------------------------------------------- | ----------------------------------------------------------------------- | ----------------------------------------------------------------------- | ----------------------------------------------------------------------- | ----------------------------------------------------------------------- | ----------------------------------------------------------------------- | ----------------------------------------------------------------------- | ----------------------------------------------------------------------- |
| 1.                            | bis 1.900                                                     | 100                                      | 960 / 1.160                   | 396                                                            | 455                                                            | 533                                                            | 569                                                            | 286,50                                                                  | 345,50                                                                  | 423,50                                                                  | 350                                                                     | 283,50                                                                  | 342,50                                                                  | 420,50                                                                  | 344                                                                     | 271                                                                     | 330                                                                     | 408                                                                     | 319                                                                     |
| 2.                            | 1.901–2.300                                                   | 105                                      | 1.400                         | 416                                                            | 478                                                            | 560                                                            | 598                                                            | 306,50                                                                  | 368,50                                                                  | 450,50                                                                  | 379                                                                     | 303,50                                                                  | 365,50                                                                  | 447,50                                                                  | 373                                                                     | 291                                                                     | 353                                                                     | 435                                                                     | 348                                                                     |
| 3.                            | 2.301–2.700                                                   | 110                                      | 1.500                         | 436                                                            | 501                                                            | 587                                                            | 626                                                            | 326,50                                                                  | 391,50                                                                  | 477,50                                                                  | 407                                                                     | 323,50                                                                  | 388,50                                                                  | 474,50                                                                  | 401                                                                     | 311                                                                     | 376                                                                     | 462                                                                     | 376                                                                     |
| 4.                            | 2.701–3.100                                                   | 115                                      | 1.600                         | 456                                                            | 524                                                            | 613                                                            | 655                                                            | 346,50                                                                  | 414,50                                                                  | 503,50                                                                  | 436                                                                     | 343,50                                                                  | 411,50                                                                  | 500,50                                                                  | 430                                                                     | 331                                                                     | 399                                                                     | 488                                                                     | 405                                                                     |
| 5.                            | 3.101–3.500                                                   | 120                                      | 1.700                         | 476                                                            | 546                                                            | 640                                                            | 683                                                            | 366,50                                                                  | 436,50                                                                  | 530,50                                                                  | 464                                                                     | 363,50                                                                  | 433,50                                                                  | 527,50                                                                  | 458                                                                     | 351                                                                     | 421                                                                     | 515                                                                     | 433                                                                     |
| 6.                            | 3.501–3.900                                                   | 128                                      | 1.800                         | 507                                                            | 583                                                            | 683                                                            | 729                                                            | 397,50                                                                  | 473,50                                                                  | 573,50                                                                  | 510                                                                     | 394,50                                                                  | 470,50                                                                  | 570,50                                                                  | 504                                                                     | 382                                                                     | 458                                                                     | 558                                                                     | 479                                                                     |
| 7.                            | 3.901–4.300                                                   | 136                                      | 1.900                         | 539                                                            | 619                                                            | 725                                                            | 774                                                            | 429,50                                                                  | 509,50                                                                  | 615,50                                                                  | 555                                                                     | 426,50                                                                  | 506,50                                                                  | 612,50                                                                  | 549                                                                     | 414                                                                     | 494                                                                     | 600                                                                     | 524                                                                     |
| 8.                            | 4.301–4.700                                                   | 144                                      | 2.000                         | 571                                                            | 656                                                            | 768                                                            | 820                                                            | 461,50                                                                  | 546,50                                                                  | 658,50                                                                  | 601                                                                     | 458,50                                                                  | 543,50                                                                  | 655,50                                                                  | 595                                                                     | 446                                                                     | 531                                                                     | 643                                                                     | 570                                                                     |
| 9.                            | 4.701–5.100                                                   | 152                                      | 2.100                         | 602                                                            | 692                                                            | 811                                                            | 865                                                            | 492,50                                                                  | 582,50                                                                  | 701,50                                                                  | 646                                                                     | 489,50                                                                  | 579,50                                                                  | 698,50                                                                  | 640                                                                     | 477                                                                     | 567                                                                     | 686                                                                     | 615                                                                     |
| 10.                           | 5.101–5.500                                                   | 160                                      | 2.200                         | 634                                                            | 728                                                            | 853                                                            | 911                                                            | 524,50                                                                  | 618,50                                                                  | 743,50                                                                  | 692                                                                     | 521,50                                                                  | 615,50                                                                  | 740,50                                                                  | 686                                                                     | 509                                                                     | 603                                                                     | 728                                                                     | 661                                                                     |
| 11.                           | 5.501–6.200                                                   | 168                                      | 2.500                         | 666                                                            | 765                                                            | 896                                                            | 956                                                            | 556,50                                                                  | 655,50                                                                  | 786,50                                                                  | 737                                                                     | 553,50                                                                  | 652,50                                                                  | 783,50                                                                  | 731                                                                     | 541                                                                     | 640                                                                     | 771                                                                     | 706                                                                     |
| 12.                           | 6.201–7.000                                                   | 176                                      | 2.900                         | 697                                                            | 801                                                            | 939                                                            | 1.002                                                          | 587,50                                                                  | 691,50                                                                  | 829,50                                                                  | 783                                                                     | 584,50                                                                  | 688,50                                                                  | 826,50                                                                  | 777                                                                     | 572                                                                     | 676                                                                     | 814                                                                     | 752                                                                     |
| 13.                           | 7.001–8.000                                                   | 184                                      | 3.400                         | 729                                                            | 838                                                            | 981                                                            | 1.047                                                          | 619,50                                                                  | 728,50                                                                  | 871,50                                                                  | 828                                                                     | 616,50                                                                  | 725,50                                                                  | 868,50                                                                  | 822                                                                     | 604                                                                     | 713                                                                     | 856                                                                     | 797                                                                     |
| 14.                           | 8.001–9.500                                                   | 192                                      | 4.000                         | 761                                                            | 874                                                            | 1.024                                                          | 1.093                                                          | 651,50                                                                  | 764,50                                                                  | 914,50                                                                  | 874                                                                     | 648,50                                                                  | 761,50                                                                  | 911,50                                                                  | 868                                                                     | 636                                                                     | 749                                                                     | 899                                                                     | 843                                                                     |
| 15.                           | 9.501–11.000                                                  | 200                                      | 4.700                         | 792                                                            | 910                                                            | 1.066                                                          | 1.138                                                          | 682,50                                                                  | 800,50                                                                  | 956,50                                                                  | 919                                                                     | 679,50                                                                  | 797,50                                                                  | 953,50                                                                  | 913                                                                     | 667                                                                     | 785                                                                     | 941                                                                     | 888                                                                     |

#### Tabelle 2023
|                      | bereinigtes Netto- einkommen barunterhalts- pflichtige Person | Steigerung der Bedarfs- sätze in Prozent | Bedarfs- kontroll- betrag | Unterhaltsbedarf des Kindes ohne Abzug eines Kindergeldanteils | Unterhaltsbedarf des Kindes ohne Abzug eines Kindergeldanteils | Unterhaltsbedarf des Kindes ohne Abzug eines Kindergeldanteils | Unterhaltsbedarf des Kindes ohne Abzug eines Kindergeldanteils | Unterhaltsbedarf des Kindes nach Abzug des Kindergeldanteils | Unterhaltsbedarf des Kindes nach Abzug des Kindergeldanteils | Unterhaltsbedarf des Kindes nach Abzug des Kindergeldanteils | Unterhaltsbedarf des Kindes nach Abzug des Kindergeldanteils |
| Kindergeld (250 €)   | Kindergeld (250 €)                                            | Kindergeld (250 €)                       | Kindergeld (250 €)        | Unterhaltsbedarf des Kindes ohne Abzug eines Kindergeldanteils | Unterhaltsbedarf des Kindes ohne Abzug eines Kindergeldanteils | Unterhaltsbedarf des Kindes ohne Abzug eines Kindergeldanteils | Unterhaltsbedarf des Kindes ohne Abzug eines Kindergeldanteils |                                                              |                                                              |                                                              |                                                              |
| Kindergeldanrechnung | Kindergeldanrechnung                                          | Kindergeldanrechnung                     | Kindergeldanrechnung      | Unterhaltsbedarf des Kindes ohne Abzug eines Kindergeldanteils | Unterhaltsbedarf des Kindes ohne Abzug eines Kindergeldanteils | Unterhaltsbedarf des Kindes ohne Abzug eines Kindergeldanteils | Unterhaltsbedarf des Kindes ohne Abzug eines Kindergeldanteils |                                                              |                                                              |                                                              |                                                              |
| 50%                  | 50%                                                           | 50%                                      | Bedarfs- kontroll- betrag | Unterhaltsbedarf des Kindes ohne Abzug eines Kindergeldanteils | Unterhaltsbedarf des Kindes ohne Abzug eines Kindergeldanteils | Unterhaltsbedarf des Kindes ohne Abzug eines Kindergeldanteils | Unterhaltsbedarf des Kindes ohne Abzug eines Kindergeldanteils | 100%                                                         |                                                              |                                                              |                                                              |
| 0–5                  | bereinigtes Netto- einkommen barunterhalts- pflichtige Person | Steigerung der Bedarfs- sätze in Prozent | Bedarfs- kontroll- betrag | 6–11                                                           | 12–17                                                          | ab 18                                                          | 0–5                                                            | 6–11                                                         | 12–17                                                        | ab 18                                                        |                                                              |
| -------------------- | ------------------------------------------------------------- | ---------------------------------------- | ------------------------- | -------------------------------------------------------------- | -------------------------------------------------------------- | -------------------------------------------------------------- | -------------------------------------------------------------- | ------------------------------------------------------------ | ------------------------------------------------------------ | ------------------------------------------------------------ | ------------------------------------------------------------ |
| 1.                   | bis 1.900                                                     | 100                                      | 1120 / 1370               | 437                                                            | 502                                                            | 588                                                            | 628                                                            | 312                                                          | 377                                                          | 463                                                          | 378                                                          |
| 2.                   | 1.901–2.300                                                   | 105                                      | 1650                      | 459                                                            | 528                                                            | 618                                                            | 660                                                            | 334                                                          | 403                                                          | 493                                                          | 410                                                          |
| 3.                   | 2.301–2.700                                                   | 110                                      | 1750                      | 481                                                            | 553                                                            | 647                                                            | 691                                                            | 356                                                          | 428                                                          | 522                                                          | 441                                                          |
| 4.                   | 2.701–3.100                                                   | 115                                      | 1850                      | 503                                                            | 578                                                            | 677                                                            | 723                                                            | 378                                                          | 453                                                          | 552                                                          | 473                                                          |
| 5.                   | 3.101–3.500                                                   | 120                                      | 1950                      | 525                                                            | 603                                                            | 706                                                            | 754                                                            | 400                                                          | 478                                                          | 581                                                          | 504                                                          |
| 6.                   | 3.501–3.900                                                   | 128                                      | 2050                      | 560                                                            | 643                                                            | 753                                                            | 804                                                            | 435                                                          | 518                                                          | 628                                                          | 554                                                          |
| 7.                   | 3.901–4.300                                                   | 136                                      | 2150                      | 595                                                            | 683                                                            | 800                                                            | 855                                                            | 470                                                          | 558                                                          | 675                                                          | 605                                                          |
| 8.                   | 4.301–4.700                                                   | 144                                      | 2250                      | 630                                                            | 723                                                            | 847                                                            | 905                                                            | 505                                                          | 598                                                          | 722                                                          | 655                                                          |
| 9.                   | 4.701–5.100                                                   | 152                                      | 2350                      | 665                                                            | 764                                                            | 894                                                            | 955                                                            | 540                                                          | 639                                                          | 769                                                          | 705                                                          |
| 10.                  | 5.101–5.500                                                   | 160                                      | 2450                      | 700                                                            | 804                                                            | 941                                                            | 1005                                                           | 575                                                          | 679                                                          | 816                                                          | 755                                                          |
| 11.                  | 5.501–6.200                                                   | 168                                      | 2750                      | 735                                                            | 844                                                            | 988                                                            | 1056                                                           | 610                                                          | 719                                                          | 863                                                          | 806                                                          |
| 12.                  | 6.201–7.000                                                   | 176                                      | 3150                      | 770                                                            | 884                                                            | 1035                                                           | 1106                                                           | 645                                                          | 759                                                          | 910                                                          | 856                                                          |
| 13.                  | 7.001–8.000                                                   | 184                                      | 3650                      | 805                                                            | 924                                                            | 1082                                                           | 1156                                                           | 680                                                          | 799                                                          | 957                                                          | 906                                                          |
| 14.                  | 8.001–9.500                                                   | 192                                      | 4250                      | 840                                                            | 964                                                            | 1129                                                           | 1206                                                           | 715                                                          | 839                                                          | 1004                                                         | 956                                                          |
| 15.                  | 9.501–11.000                                                  | 200                                      | 4950                      | 874                                                            | 1004                                                           | 1176                                                           | 1256                                                           | 749                                                          | 879                                                          | 1051                                                         | 1006                                                         |

#### Tabelle 2024
|                      | bereinigtes Netto- einkommen barunterhalts- pflichtige Person | Steigerung der Bedarfs- sätze in Prozent | Bedarfs- kontroll- betrag | Unterhaltsbedarf des Kindes ohne Abzug eines Kindergeldanteils | Unterhaltsbedarf des Kindes ohne Abzug eines Kindergeldanteils | Unterhaltsbedarf des Kindes ohne Abzug eines Kindergeldanteils | Unterhaltsbedarf des Kindes ohne Abzug eines Kindergeldanteils | Unterhaltsbedarf des Kindes nach Abzug des Kindergeldanteils | Unterhaltsbedarf des Kindes nach Abzug des Kindergeldanteils | Unterhaltsbedarf des Kindes nach Abzug des Kindergeldanteils | Unterhaltsbedarf des Kindes nach Abzug des Kindergeldanteils |
| Kindergeld (250 €)   | Kindergeld (250 €)                                            | Kindergeld (250 €)                       | Kindergeld (250 €)        | Unterhaltsbedarf des Kindes ohne Abzug eines Kindergeldanteils | Unterhaltsbedarf des Kindes ohne Abzug eines Kindergeldanteils | Unterhaltsbedarf des Kindes ohne Abzug eines Kindergeldanteils | Unterhaltsbedarf des Kindes ohne Abzug eines Kindergeldanteils |                                                              |                                                              |                                                              |                                                              |
| Kindergeldanrechnung | Kindergeldanrechnung                                          | Kindergeldanrechnung                     | Kindergeldanrechnung      | Unterhaltsbedarf des Kindes ohne Abzug eines Kindergeldanteils | Unterhaltsbedarf des Kindes ohne Abzug eines Kindergeldanteils | Unterhaltsbedarf des Kindes ohne Abzug eines Kindergeldanteils | Unterhaltsbedarf des Kindes ohne Abzug eines Kindergeldanteils |                                                              |                                                              |                                                              |                                                              |
| 50%                  | 50%                                                           | 50%                                      | Bedarfs- kontroll- betrag | Unterhaltsbedarf des Kindes ohne Abzug eines Kindergeldanteils | Unterhaltsbedarf des Kindes ohne Abzug eines Kindergeldanteils | Unterhaltsbedarf des Kindes ohne Abzug eines Kindergeldanteils | Unterhaltsbedarf des Kindes ohne Abzug eines Kindergeldanteils | 100%                                                         |                                                              |                                                              |                                                              |
| 0–5                  | bereinigtes Netto- einkommen barunterhalts- pflichtige Person | Steigerung der Bedarfs- sätze in Prozent | Bedarfs- kontroll- betrag | 6–11                                                           | 12–17                                                          | ab 18                                                          | 0–5                                                            | 6–11                                                         | 12–17                                                        | ab 18                                                        |                                                              |
| -------------------- | ------------------------------------------------------------- | ---------------------------------------- | ------------------------- | -------------------------------------------------------------- | -------------------------------------------------------------- | -------------------------------------------------------------- | -------------------------------------------------------------- | ------------------------------------------------------------ | ------------------------------------------------------------ | ------------------------------------------------------------ | ------------------------------------------------------------ |
| 1.                   | bis 2.100                                                     | 100                                      | 1.200 / 1.450             | 480                                                            | 551                                                            | 645                                                            | 689                                                            | 355                                                          | 426                                                          | 520                                                          | 439                                                          |
| 2.                   | 2.101–2.500                                                   | 105                                      | 1.750                     | 504                                                            | 579                                                            | 678                                                            | 724                                                            | 379                                                          | 454                                                          | 553                                                          | 474                                                          |
| 3.                   | 2.501–2.900                                                   | 110                                      | 1.850                     | 528                                                            | 607                                                            | 710                                                            | 758                                                            | 403                                                          | 482                                                          | 585                                                          | 508                                                          |
| 4.                   | 2.901–3.300                                                   | 115                                      | 1.950                     | 552                                                            | 634                                                            | 742                                                            | 793                                                            | 427                                                          | 509                                                          | 617                                                          | 543                                                          |
| 5.                   | 3.301–3.700                                                   | 120                                      | 2.050                     | 576                                                            | 662                                                            | 774                                                            | 827                                                            | 451                                                          | 537                                                          | 649                                                          | 577                                                          |
| 6.                   | 3.701–4.100                                                   | 128                                      | 2.150                     | 615                                                            | 706                                                            | 826                                                            | 882                                                            | 490                                                          | 581                                                          | 701                                                          | 632                                                          |
| 7.                   | 4.101–4.500                                                   | 136                                      | 2.250                     | 653                                                            | 750                                                            | 878                                                            | 938                                                            | 528                                                          | 625                                                          | 753                                                          | 688                                                          |
| 8.                   | 4.501–4.900                                                   | 144                                      | 2.350                     | 692                                                            | 794                                                            | 929                                                            | 993                                                            | 567                                                          | 669                                                          | 804                                                          | 743                                                          |
| 9.                   | 4.901–5.300                                                   | 152                                      | 2.450                     | 730                                                            | 838                                                            | 981                                                            | 1.048                                                          | 605                                                          | 713                                                          | 856                                                          | 798                                                          |
| 10.                  | 5.301–5.700                                                   | 160                                      | 2.550                     | 768                                                            | 882                                                            | 1.032                                                          | 1.103                                                          | 643                                                          | 757                                                          | 907                                                          | 853                                                          |
| 11.                  | 5.701–6.400                                                   | 168                                      | 2.850                     | 807                                                            | 926                                                            | 1.084                                                          | 1.158                                                          | 682                                                          | 801                                                          | 959                                                          | 908                                                          |
| 12.                  | 6.401–7.200                                                   | 176                                      | 3.250                     | 845                                                            | 970                                                            | 1.136                                                          | 1.213                                                          | 720                                                          | 845                                                          | 1.011                                                        | 963                                                          |
| 13.                  | 7.201–8.200                                                   | 184                                      | 3.750                     | 884                                                            | 1.014                                                          | 1.187                                                          | 1.268                                                          | 759                                                          | 889                                                          | 1.062                                                        | 1.018                                                        |
| 14.                  | 8.201–9.700                                                   | 192                                      | 4.350                     | 922                                                            | 1.058                                                          | 1.239                                                          | 1.323                                                          | 797                                                          | 933                                                          | 1.144                                                        | 1.073                                                        |
| 15.                  | 9.701–11.200                                                  | 200                                      | 5.050                     | 960                                                            | 1.102                                                          | 1.290                                                          | 1.378                                                          | 835                                                          | 977                                                          | 1.165                                                        | 1.128                                                        |

#### Tabelle 2025
Der Bedarf ist im Vergleich zur vorigen Tabelle um 2 bis 8 Euro pro Monat gestiegen. 

Das Kindergeld ist um 5 Euro gestiegen.

Die Zahlbeträge sind dadurch um bis zu 1 Euro/Monat gefallen bzw. bis zu 6 Euro/Monat gestiegen.
|                      | bereinigtes Netto- einkommen barunterhalts- pflichtige Person | Steigerung der Bedarfs- sätze in Prozent | Bedarfs- kontroll- betrag | Unterhaltsbedarf des Kindes ohne Abzug eines Kindergeldanteils | Unterhaltsbedarf des Kindes ohne Abzug eines Kindergeldanteils | Unterhaltsbedarf des Kindes ohne Abzug eines Kindergeldanteils | Unterhaltsbedarf des Kindes ohne Abzug eines Kindergeldanteils | Unterhaltsbedarf des Kindes nach Abzug des Kindergeldanteils | Unterhaltsbedarf des Kindes nach Abzug des Kindergeldanteils | Unterhaltsbedarf des Kindes nach Abzug des Kindergeldanteils | Unterhaltsbedarf des Kindes nach Abzug des Kindergeldanteils |
| Kindergeld (255 €)   | Kindergeld (255 €)                                            | Kindergeld (255 €)                       | Kindergeld (255 €)        | Unterhaltsbedarf des Kindes ohne Abzug eines Kindergeldanteils | Unterhaltsbedarf des Kindes ohne Abzug eines Kindergeldanteils | Unterhaltsbedarf des Kindes ohne Abzug eines Kindergeldanteils | Unterhaltsbedarf des Kindes ohne Abzug eines Kindergeldanteils |                                                              |                                                              |                                                              |                                                              |
| Kindergeldanrechnung | Kindergeldanrechnung                                          | Kindergeldanrechnung                     | Kindergeldanrechnung      | Unterhaltsbedarf des Kindes ohne Abzug eines Kindergeldanteils | Unterhaltsbedarf des Kindes ohne Abzug eines Kindergeldanteils | Unterhaltsbedarf des Kindes ohne Abzug eines Kindergeldanteils | Unterhaltsbedarf des Kindes ohne Abzug eines Kindergeldanteils |                                                              |                                                              |                                                              |                                                              |
| 50%                  | 50%                                                           | 50%                                      | Bedarfs- kontroll- betrag | Unterhaltsbedarf des Kindes ohne Abzug eines Kindergeldanteils | Unterhaltsbedarf des Kindes ohne Abzug eines Kindergeldanteils | Unterhaltsbedarf des Kindes ohne Abzug eines Kindergeldanteils | Unterhaltsbedarf des Kindes ohne Abzug eines Kindergeldanteils | 100%                                                         |                                                              |                                                              |                                                              |
| 0–5                  | bereinigtes Netto- einkommen barunterhalts- pflichtige Person | Steigerung der Bedarfs- sätze in Prozent | Bedarfs- kontroll- betrag | 6–11                                                           | 12–17                                                          | ab 18                                                          | 0–5                                                            | 6–11                                                         | 12–17                                                        | ab 18                                                        |                                                              |
| -------------------- | ------------------------------------------------------------- | ---------------------------------------- | ------------------------- | -------------------------------------------------------------- | -------------------------------------------------------------- | -------------------------------------------------------------- | -------------------------------------------------------------- | ------------------------------------------------------------ | ------------------------------------------------------------ | ------------------------------------------------------------ | ------------------------------------------------------------ |
| Regelleistung        | Regelleistung                                                 | Unterhaltsvorschuss                      | Unterhaltsvorschuss       | 357                                                            | 390                                                            | 471                                                            | 451                                                            | 227                                                          | 299                                                          | 394                                                          |                                                              |
| 1.                   | bis 2.100                                                     | 100                                      | 1.200 / 1.450             | 482                                                            | 554                                                            | 649                                                            | 693                                                            | 354,50                                                       | 426.50                                                       | 521,50                                                       | 438                                                          |
| 2.                   | 2.101–2.500                                                   | 105                                      | 1.750                     | 507                                                            | 582                                                            | 682                                                            | 728                                                            | 379,50                                                       | 454,50                                                       | 554,50                                                       | 473                                                          |
| 3.                   | 2.501–2.900                                                   | 110                                      | 1.850                     | 531                                                            | 610                                                            | 714                                                            | 763                                                            | 403,50                                                       | 482,50                                                       | 586,50                                                       | 508                                                          |
| 4.                   | 2.901–3.300                                                   | 115                                      | 1.950                     | 555                                                            | 638                                                            | 747                                                            | 797                                                            | 427,50                                                       | 510,50                                                       | 619,50                                                       | 542                                                          |
| 5.                   | 3.301–3.700                                                   | 120                                      | 2.050                     | 579                                                            | 665                                                            | 779                                                            | 832                                                            | 451,50                                                       | 537,50                                                       | 651,50                                                       | 577                                                          |
| 6.                   | 3.701–4.100                                                   | 128                                      | 2.150                     | 617                                                            | 710                                                            | 831                                                            | 888                                                            | 489,50                                                       | 582,50                                                       | 703,50                                                       | 633                                                          |
| 7.                   | 4.101–4.500                                                   | 136                                      | 2.250                     | 656                                                            | 754                                                            | 883                                                            | 943                                                            | 528,50                                                       | 626,50                                                       | 755,50                                                       | 688                                                          |
| 8.                   | 4.501–4.900                                                   | 144                                      | 2.350                     | 695                                                            | 798                                                            | 935                                                            | 998                                                            | 567,50                                                       | 670,50                                                       | 807,50                                                       | 743                                                          |
| 9.                   | 4.901–5.300                                                   | 152                                      | 2.450                     | 733                                                            | 843                                                            | 987                                                            | 1.054                                                          | 605,50                                                       | 715,50                                                       | 859,50                                                       | 799                                                          |
| 10.                  | 5.301–5.700                                                   | 160                                      | 2.550                     | 772                                                            | 887                                                            | 1.039                                                          | 1.109                                                          | 644,50                                                       | 759,50                                                       | 911,50                                                       | 854                                                          |
| 11.                  | 5.701–6.400                                                   | 168                                      | 2.850                     | 810                                                            | 931                                                            | 1.091                                                          | 1.165                                                          | 682,50                                                       | 803,50                                                       | 963,50                                                       | 910                                                          |
| 12.                  | 6.401–7.200                                                   | 176                                      | 3.250                     | 849                                                            | 976                                                            | 1.143                                                          | 1.220                                                          | 721,50                                                       | 848,50                                                       | 1.015,50                                                     | 965                                                          |
| 13.                  | 7.201–8.200                                                   | 184                                      | 3.750                     | 887                                                            | 1.020                                                          | 1.195                                                          | 1.276                                                          | 759,50                                                       | 892,50                                                       | 1.067,50                                                     | 1.021                                                        |
| 14.                  | 8.201–9.700                                                   | 192                                      | 4.350                     | 926                                                            | 1.064                                                          | 1.247                                                          | 1.331                                                          | 798,50                                                       | 936,50                                                       | 1.119,50                                                     | 1.076                                                        |
| 15.                  | 9.701–11.200                                                  | 200                                      | 5.050                     | 964                                                            | 1.108                                                          | 1.298                                                          | 1.386                                                          | 836,50                                                       | 980,50                                                       | 1.170,50                                                     | 1.131                                                        |